# Buzz Aldrin
Vous lisez un « bon article » labellisé en 2020.
Pour les articles homonymes, voir Aldrin.
Ne doit pas être confondu avec Edwin Eugene Aldrin Sr..
Buzz Aldrin, né Edwin Eugene Aldrin Jr. le 20 janvier 1930 à Glen Ridge dans le New Jersey aux États-Unis, est un militaire, pilote d'essai, astronaute et ingénieur américain. Il effectue trois sorties dans l'espace en tant que pilote de la mission Gemini 12 de 1966 et, en tant que pilote du module lunaire Apollo de la mission Apollo 11 de 1969, il est, avec le commandant de la mission Neil Armstrong, l'un des deux premiers hommes à marcher sur la Lune.
Aldrin est issu de la promotion 1951 de l'Académie militaire de West Point avec un diplôme en génie mécanique. Il est affecté à l'armée de l'air américaine et devient pilote de chasseur à réaction pendant la guerre de Corée. Il effectue au total 66 missions de combat et abat deux MiG-15. Après avoir obtenu un doctorat en astronautique du Massachusetts Institute of Technology (MIT), Aldrin est choisi pour faire partie du groupe d'astronautes 3 recruté par la National Aeronautics and Space Administration (NASA). Sa thèse de doctorat portant sur les techniques de rendez-vous orbitaux avec équipage, il reçoit le surnom de « Dr. Rendezvous » de la part de ses collègues astronautes. Sa première mission spatiale est aussi la dernière du programme Gemini. Elle a lieu en 1966 à bord de Gemini 12 et il effectue plus de cinq heures de sortie extravéhiculaire. Trois ans plus tard, Aldrin pose le pied sur la Lune le 21 juillet 1969, quelques minutes après Armstrong, tandis que le pilote du module de commande Michael Collins reste en orbite lunaire.
À son départ de la NASA en 1971, il devient commandant de l'école des pilotes d'essai de l'United States Air Force. Il prend sa retraite de l'armée de l'air en 1972, après 21 ans de service, et entame une difficile reconversion à la vie civile. Ses principales autobiographies, Return to Earth (1973) et Magnificent Desolation (2009), relatent ses problèmes de dépression et d'alcoolisme au cours des années qui suivent son départ de la NASA. Il continue à plaider en faveur de l'exploration spatiale, en particulier d'une mission habitée sur Mars, et met au point une trajectoire particulière pour un vaisseau spatial qui rend le voyage vers cette planète plus rapide et économe en énergie. Il reçoit de nombreux hommages, dont la médaille présidentielle de la Liberté en 1969, et fait partie de plusieurs temples de la renommée.

## Biographie

### Enfance et formation

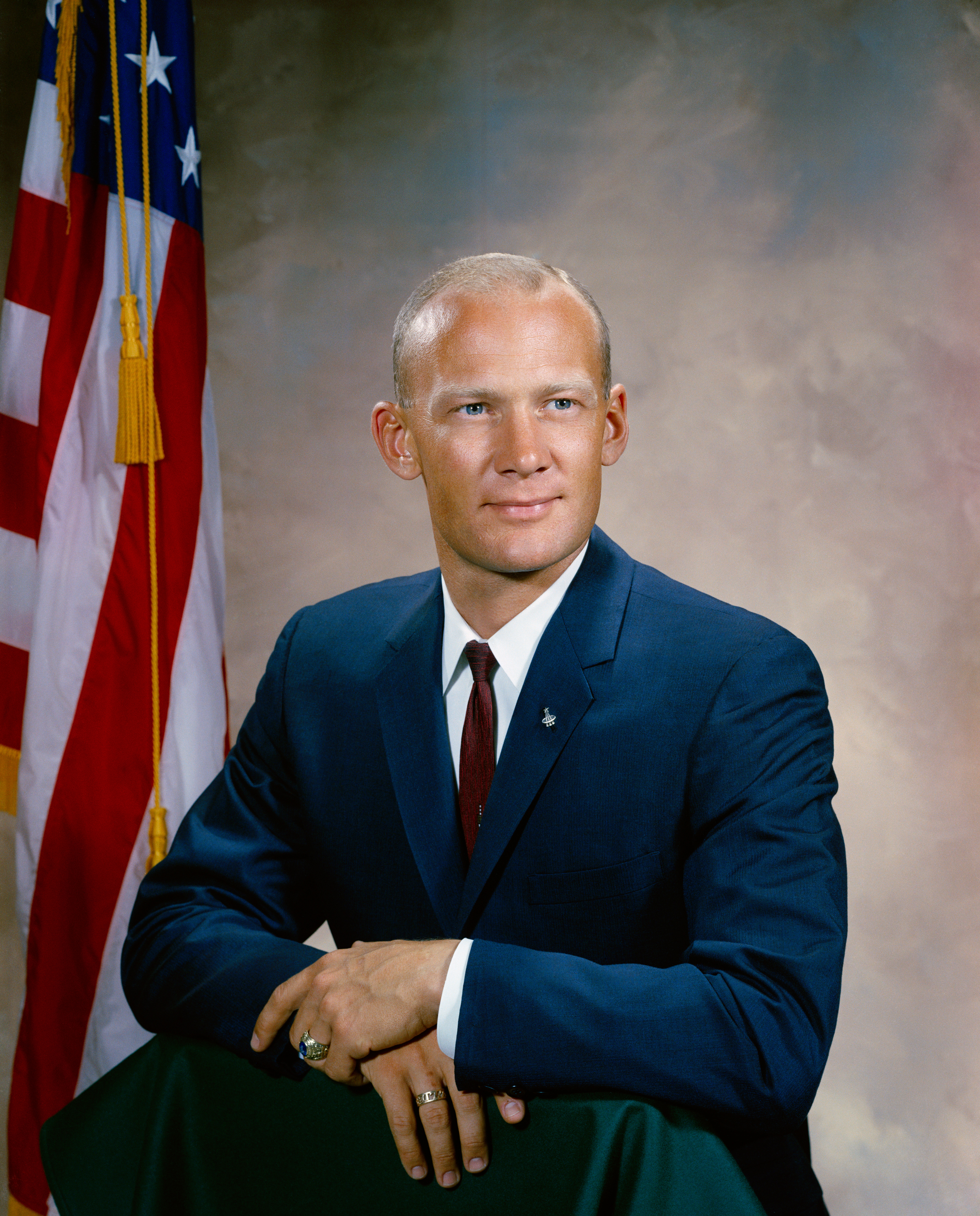
Portrait d'Aldrin en 1964, quelques mois après sa sélection comme astronaute.

Edwin Eugene Aldrin Jr. naît le 20 janvier 1930 au Mountainside Hospital de Glen Ridge dans le New Jersey,. Ses parents, Edwin Eugene Aldrin Sr. et Marion Aldrin (née Moon), vivent dans la ville voisine de Montclair,. Ils sont d'origine écossaise et suédoise. Son père est aviateur de l'armée pendant la Première Guerre mondiale et commandant adjoint de l'école de pilotes d'essai de l'armée à McCook Field dans l'Ohio de 1919 à 1922. Quittant l'armée en 1928, il devient cadre à la Standard Oil. Sa mère est la fille d'un aumônier militaire. Buzz Aldrin a deux sœurs : Madeleine, qui a quatre ans de plus, et Fay Ann, qui a un an et demi de plus. Son surnom, qui est devenu son prénom légal en 1988,,, provient de la déformation du mot brother (« frère » en anglais) par sa sœur Fay qui le prononce buzzer, et qui a ensuite été abrégé en « Buzz »,. Il est donc connu de tous par ce surnom. Pratiquant le scoutisme, Aldrin atteint le rang « tenderfoot » (« pied-tendre »).
Lorsqu'en 1941 les États-Unis décident de s'engager dans la Seconde Guerre mondiale, son père, rappelé, est affecté loin de sa famille et ne fait plus que de courts séjours au domicile. Sa mère, dont le nom de jeune fille signifie « Lune » en anglais, devient dépressive et a des problèmes d'alcoolisme. Malgré cela, Aldrin réussit bien à l'école, en maintenant « A » de moyenne. Il joue au football américain dans l'équipe de la Montclair High School. En 1946, il est le centre titulaire de cette équipe, invaincue et championne de l'État de cette année,. Son père voulant qu'il aille à l'Académie navale d'Annapolis dans le Maryland, l'inscrit à la Severn School, une école préparatoire située à proximité d'Annapolis. Il obtient même un rendez-vous avec Albert W. Hawkes, l'un des sénateurs du New Jersey. Aldrin fréquente la Severn School en 1946, mais il a d'autres souhaits pour sa future carrière car il a le mal de mer et considère peu les navires face aux avions. Il demande à son père de solliciter Hawkes pour modifier sa candidature pour l'Académie militaire de West Point, dans l'État de New York.
Aldrin entre à West Point en 1947. Il réussit bien sur le plan académique, terminant premier de sa classe de première année. Il est membre de l'équipe d'athlétisme de l'académie. En 1950, il voyage avec un groupe d'élèves de West Point au Japon et aux Philippines pour étudier les politiques du gouvernement militaire de Douglas MacArthur. Au cours de son voyage, la guerre de Corée éclate. Le 5 juin 1951, il obtient une licence en génie mécanique et finit troisième de la promotion de 1951.

### Carrière militaire

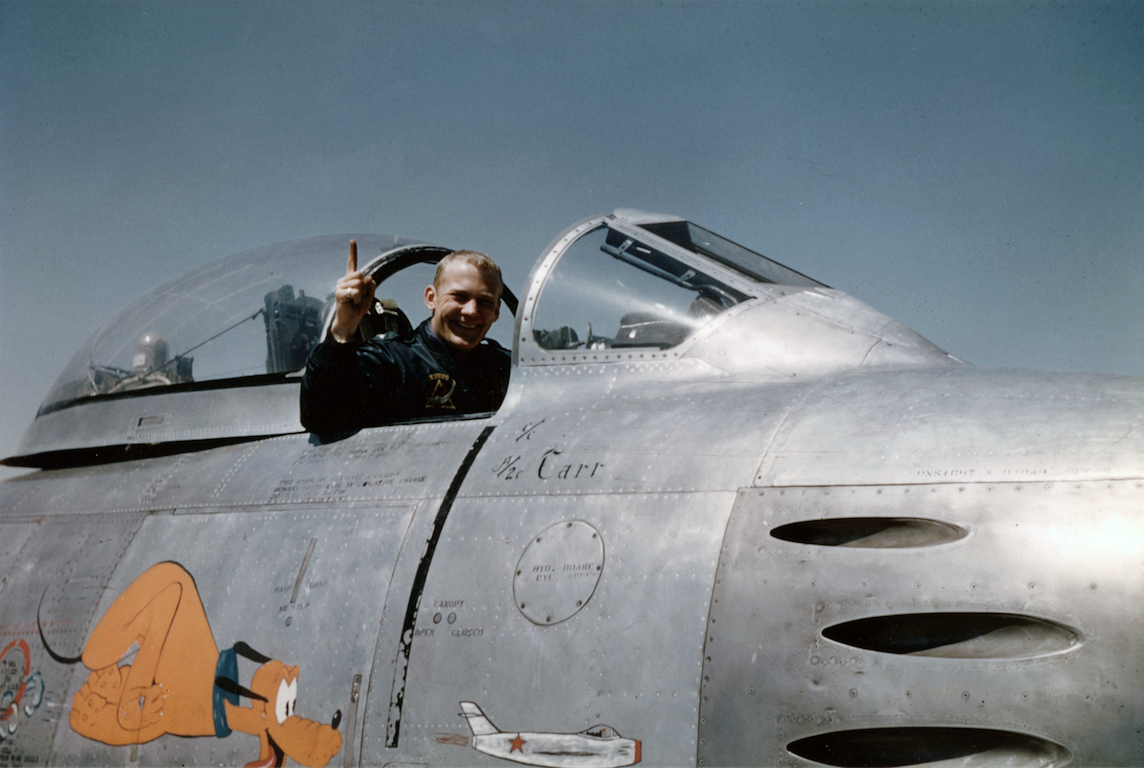
Aldrin dans le cockpit d'un F-86 Sabre de la 51st Fighter Wing après avoir abattu un chasseur MiG-15 en 1953 pendant la guerre de Corée.

Comme il est l'un des premiers de sa promotion, Aldrin a le choix de son affectation. Il choisit l'United States Air Force (USAF), qui est devenue une arme distincte de l'armée américaine depuis 1947, mais ne dispose pas encore de son académie,. Il reçoit le grade de sous-lieutenant et suit une formation de base en vol sur T-6 Texan à la base aérienne de Bartow (futur aéroport municipal de Bartow) en Floride. Parmi ses camarades de classe figure Sam Johnson, qui devient plus tard un prisonnier de guerre notable au Viêt Nam et avec lequel il se lie d'amitié. Lors de sa formation, Aldrin évite de peu un accident mortel lorsqu'il subit un voile gris dans une tentative de double immelmann sur T-28 Trojan. Il récupère à temps à une soixantaine de mètres du sol.
Lorsqu'il décide quel type d'appareil il souhaite piloter, son père lui conseille de choisir des bombardiers, car le commandement d'un équipage de bombardiers est une occasion d'apprendre et de perfectionner ses compétences en commandement, ce qui offre généralement de meilleures perspectives professionnelles. Aldrin choisit plutôt de piloter des chasseurs. Il emménage à la base aérienne Nellis de Las Vegas, où il apprend à piloter le P-80 Shooting Star et le F-86 Sabre. Comme la plupart des pilotes de chasse à réaction de l'époque, il préfère ce dernier.
En décembre 1952, Aldrin est affecté au 16th Fighter-Interceptor Squadron (futur 16th Weapons Squadron (en)), qui fait alors partie de la 51st Fighter Wing. À l'époque, son escadron est affecté à la base aérienne de Suwon, à environ 32 kilomètres au sud de Séoul, et participe à des opérations de combat dans le cadre de la guerre de Corée,. Au cours d'un vol d'acclimatation, son système principal de carburant gèle, ce qui épuise à terme tout son carburant. Il contre manuellement cet effet mais cela nécessite de maintenir un bouton enfoncé, rendant par ricochet impossible l'utilisation de sa radio. Il peine à revenir à la base tout en subissant un silence radio imposé. Lors de la guerre, il effectue finalement 66 missions de combat sur F-86 Sabre et abat deux avions MiG-15,.

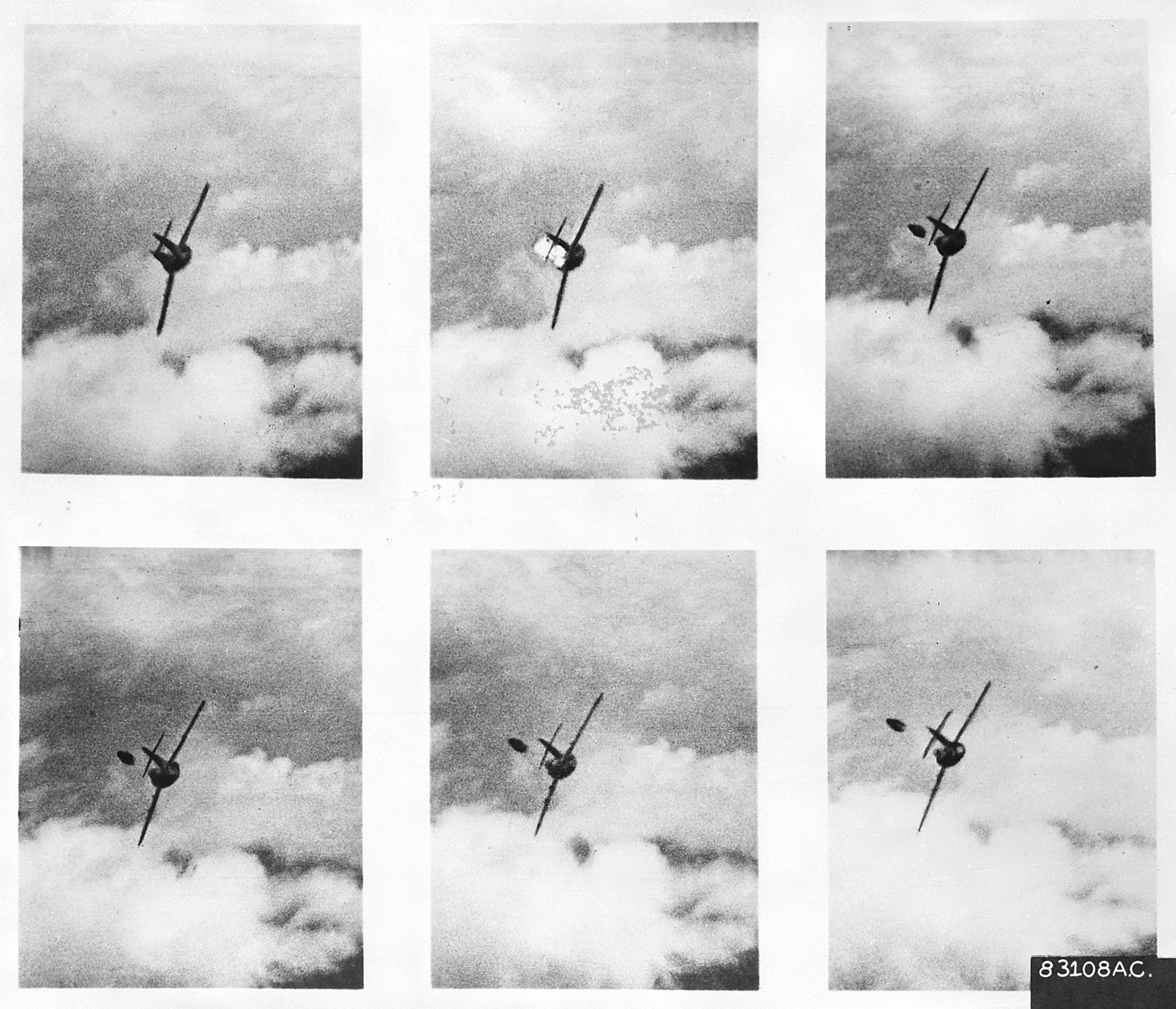
Les images de la caméra d'Aldrin parues dans le magazine Life.

Il abat un premier MiG-15 le 14 mai 1953. Aldrin vole alors à environ huit kilomètres au sud du fleuve Yalu quand il aperçoit deux chasseurs MiG-15 en dessous de lui. Il ouvre le feu sur l'un d'eux, dont le pilote ne l'a peut-être pas vu arriver,. Les photographies prises par la caméra de son avion lors de cette victoire montrent le pilote en train de s'éjecter de son avion endommagé. Ces dernières sont publiées dans le magazine Life car il s'agit de la première éjection filmée en combat. Il obtient sa seconde victoire aérienne le 4 juin 1953 lorsqu'il accompagne un avion du 39th Fighter-Interceptor Squadron (futur 39th Flying Training Squadron (en)) lors d'une attaque contre une base aérienne en Corée du Nord. Cet avion, récent, est plus rapide que le sien et il a du mal à le suivre. Il repère un MiG approchant à plus haute altitude. Aldrin et son adversaire effectuent une série de ciseaux, chacun essayant de passer derrière l'autre. Aldrin est le premier à réussir, mais sa visée d'arme à feu se révèle défaillante. Il doit alors viser et tirer manuellement. Les deux avions se retrouvent finalement trop près du sol pour que le combat aérien se poursuive. Aldrin a le temps de voir la canopée du MiG s'ouvrir et le pilote s'éjecter, bien qu'il n'ait pas su s'il lui restait suffisamment de temps pour ouvrir son parachute. Pour son service en Corée, Aldrin reçoit deux Distinguished Flying Cross et trois Air Medal.
Les combats en Corée prenant fin, Aldrin quitte le pays en décembre 1953. Il est affecté en tant qu'instructeur de tir aérien à la base aérienne de Nellis. En décembre 1954, il devient aide de camp du brigadier général Don Z. Zimmerman, doyen de la faculté de l'école de l'armée de l'air inaugurée en 1955,. La même année, il obtient son diplôme de la Squadron Officer School (SOS) de la base aérienne Maxwell en Alabama. De 1956 à 1959, il pilote des F-100 Super Sabre équipés d'armes nucléaires en tant que commandant de vol du 22nd Fighter Squadron (36th Wing) stationné à la base aérienne de Bitburg en Allemagne de l'Ouest,,. Le futur astronaute Edward White, qui appartient à la promotion suivant celle d'Aldrin à West Point, fait partie de ses collègues d'escadron. Après que White quitte l'Allemagne pour étudier le génie aéronautique à l'université du Michigan, il écrit à Aldrin pour l'encourager à faire de même.

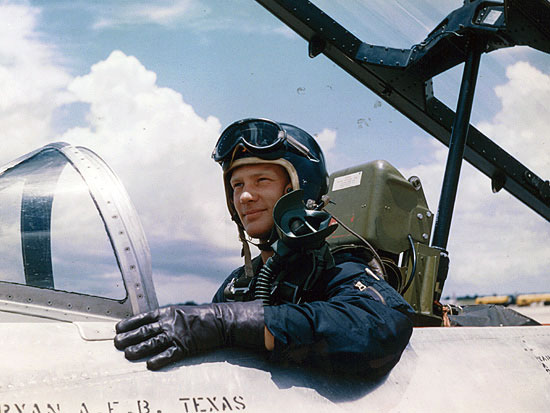
Aldrin dans le cockpit d'un T-33 Silver Star en 1954 en tant qu'instructeur à la base aérienne Bryan, au Texas.

Par l'intermédiaire de l'Air Force Institute of Technology (AFIT), Aldrin s'inscrit en tant qu'étudiant au Massachusetts Institute of Technology (MIT) en 1959 dans l'intention de passer une maîtrise. Son cours d'astrodynamique est dispensé par Richard Battin, qui va diriger plus tard la conception de l'Apollo Guidance Computer. David Scott et Edgar Mitchell, deux autres officiers de l'armée de l'air devenus ultérieurement astronautes, suivent ce cours à peu près à la même époque, tandis qu'un autre, Charles Duke, prépare sa maîtrise en 1964 au MIT sous la direction de Laurence R. Young.
Aldrin apprécie le travail scolaire et décide rapidement de poursuivre un doctorat. En janvier 1963, il obtient un doctorat en sciences en astronautique,. Sa thèse de doctorat s'intitule Line-of-Sight Guidance Techniques for Manned Orbital Rendezvous (« Techniques de rendez-vous orbital à vue entre vaisseaux avec équipage ») et elle mentionne notamment le message : « Dans l'espoir que ce travail puisse contribuer d'une certaine manière à l'exploration de l'espace, il est dédié aux membres d'équipage des programmes spatiaux habités actuels et futurs de ce pays. Si seulement je pouvais les rejoindre dans leurs efforts passionnants ! » En effet, Aldrin achève sa thèse dans l'espoir que cela l'aidera à être sélectionné comme astronaute, même s'il sait que la formation de pilote d'essai est une condition préalable à l'époque pour être retenu pour le programme de formation des astronautes.
À la fin de son doctorat, retournant à la vie militaire, Aldrin est affecté au Gemini Target Office de la division des systèmes spatiaux de la force aérienne à Los Angeles, travaillant avec la Lockheed Aircraft Corporation à l'amélioration des capacités de manœuvre du véhicule cible Agena qui doit être utilisé par le programme Gemini de la National Aeronautics and Space Administration (NASA). Il est ensuite affecté au bureau externe de la division des systèmes spatiaux au Manned Spacecraft Center (futur centre spatial Lyndon B. Johnson) de la NASA à Houston, où il participe à l'intégration d'expériences du département de la Défense aux vols du programme Gemini.

### Carrière d'astronaute

#### Sélection

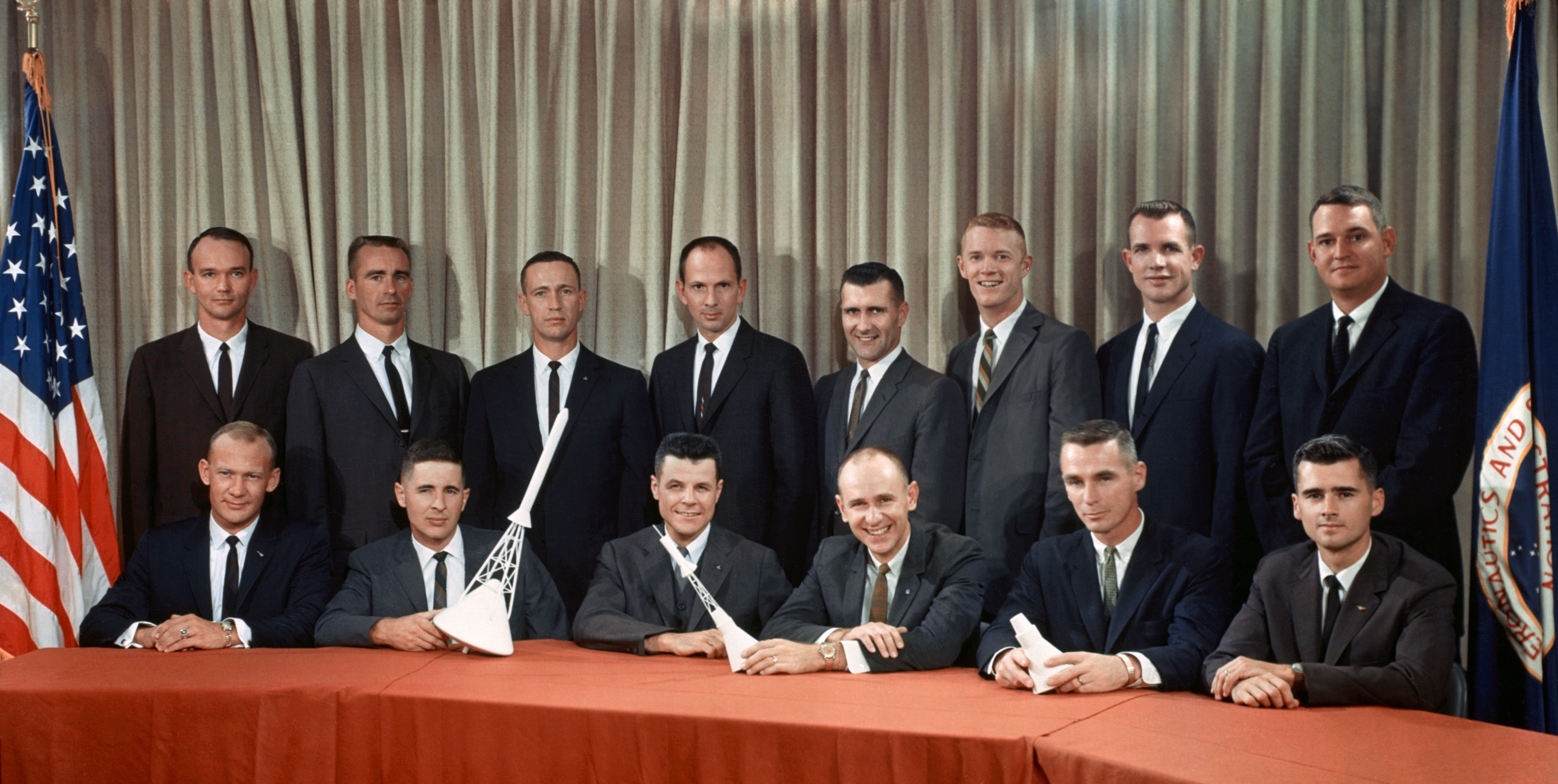
Le groupe d'astronautes 3 avec, de gauche à droite, à l'arrière-plan : Collins, Cunningham, Eisele, Freeman, Gordon, Schweickart, Scott et Williams, et à l'avant-plan : Aldrin, Anders, Bassett, Bean, Cernan et Chaffee.

La demande initiale d'Aldrin de rejoindre le corps des astronautes remonte à la période de sélection du groupe d'astronautes 2 de la NASA en 1962, mais celle-ci est rejetée au motif qu'il n'est pas pilote d'essai. Au courant de cette exigence, il a demandé que celle-ci soit levée, sans succès. Le 15 mai 1963, la NASA annonce une nouvelle série de sélections, cette fois en exigeant que les candidats possèdent soit une expérience de pilote d'essai, soit 1 000 heures de vol à bord d'un avion à réaction. Aldrin totalise alors plus de 2 500 heures de vol, dont 2 200 dans des jets. Sa sélection comme l'un des quatorze membres du groupe d'astronautes 3 de la NASA est annoncée le 18 octobre 1963. Cela fait de lui le premier astronaute avec un doctorat, ce qui, combiné à son expertise en mécanique orbitale, lui vaut le surnom de « Dr. Rendezvous » de la part de ses collègues astronautes. Aldrin est cependant conscient que ce n'est pas toujours utilisé comme un compliment.

#### Programme Gemini et Gemini 12
De même que quelques-uns de ses collègues, Aldrin est affecté au programme Gemini, qui se déroule en 1965 et 1966 et dont l'objectif est de maîtriser les techniques nécessaires pour les missions du programme Apollo, notamment celles du rendez-vous spatial et des sorties extravéhiculaires. À la fin d'une formation initiale, chaque astronaute se voit attribuer des domaines de compétence et, dans le cas d'Aldrin, il s'agit de la planification de mission, de l'analyse de trajectoire et des plans de vol pour lesquels ses connaissances en mécanique spatiale sont utiles,.
En août 1965, Aldrin assure la liaison radio avec l'équipage de Gemini 5. James Lovell et lui sont sélectionnés comme membres de l'équipage de réserve de Gemini 10, respectivement comme commandant et pilote. L'équipage de réserve d'une mission étant généralement, selon la rotation prévue, l'équipage principal de la troisième mission suivante, cela n'est pas le cas pour Lovell et Aldrin car la dernière mission prévue dans le programme Gemini est Gemini 12. La mort d'Elliot See et de Charles Bassett, membres de l'équipage principal de Gemini 9, survenue le 28 février 1966 dans un accident d'avion, avance Lovell et Aldrin d'une mission en tant que réservistes pour Gemini 9, et donc, comme principaux pour Gemini 12,. Ils sont officialisés comme équipage principal le 17 juin 1966, avec Gordon Cooper et Eugene Cernan comme réservistes.

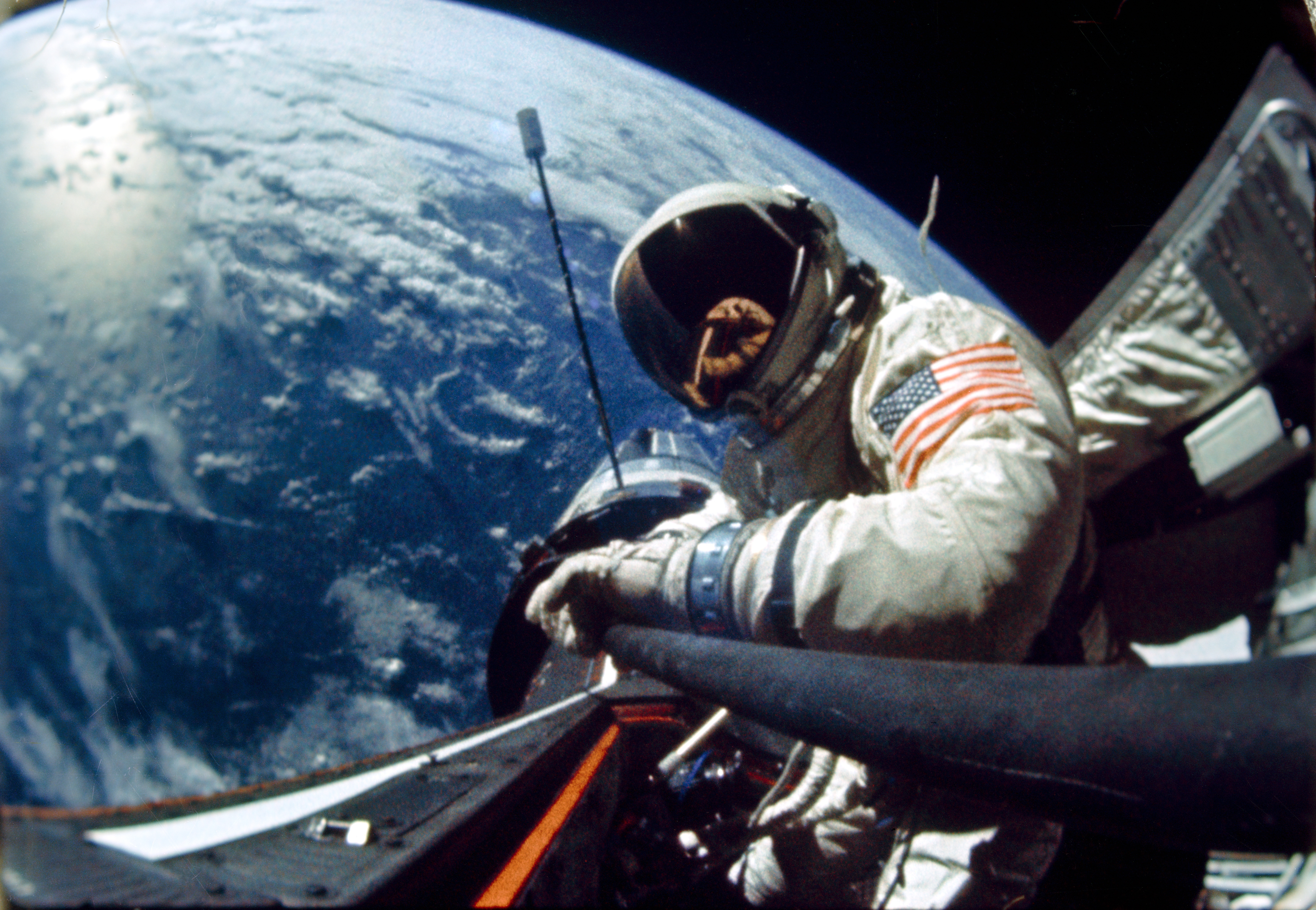
Sortie extravéhiculaire d'Aldrin lors de la mission Gemini 12.

Initialement, les objectifs de la mission de Gemini 12 sont incertains. En tant que dernière mission programmée, elle vise principalement à mener à bien des tâches qui n'ont pas été exécutées avec succès ou complétées lors des missions précédentes. Alors que la NASA réussit à réaliser un rendez-vous spatial lors du programme Gemini, l'essai de stabilisation par gradient de gravité de Gemini 11 est un échec. La NASA s'inquiète également des sorties extravéhiculaires après le constat qu'il est difficile de se mouvoir dans une combinaison spatiale. La fatigue prononcée d'Eugene Cernan (Gemini 9) et de Richard Gordon (Gemini 11) lors de l'exécution de tâches extravéhiculaires et la réussite de Michael Collins (Gemini 10) par la suite suggèrent que l'ordre dans lequel elles sont exécutées est un facteur important,.
Aldrin doit donc compléter les objectifs de Gemini en termes de sorties extravéhiculaires. La NASA forme un comité pour lui donner une meilleure chance de réussir. Ce comité prend la décision de laisser de côté l'essai de l'unité de manœuvre des astronautes (AMU) de l'armée de l'air qui avait posé un problème à Gordon sur Gemini 11 afin qu'Aldrin puisse se concentrer sur les sorties extravéhiculaires. La NASA réorganise son programme d'entraînement en optant pour un entraînement subaquatique en piscine au lieu d'un vol parabolique. En effet, les aéronefs effectuant une trajectoire parabolique procurent aux astronautes une expérience d'apesanteur en entraînement, mais il existe un délai entre chaque parabole qui donne aux astronautes plusieurs minutes de repos. Cela encourage également l'exécution rapide des tâches, alors que dans l'espace, elles doivent être effectuées lentement et délibérément. La formation dans un fluide dense permet une meilleure simulation. La NASA place également des poignées supplémentaires sur la capsule, qui sont passées de neuf sur Gemini 9 à 44 sur Gemini 12. Elles permettent des positions de travail plus nombreuses et il est aussi possible d'y ancrer les pieds,.
Les objectifs principaux de Gemini 12 sont de réaliser un rendez-vous spatial avec un véhicule cible Agena, de piloter l'engin spatial et le véhicule cible ensemble en utilisant la stabilisation par gradient de gravité, d'effectuer des manœuvres conjointes en utilisant le système de propulsion Agena pour changer d'orbite, d'effectuer un exercice de maintien à l'arrêt et trois sorties extravéhiculaires et, enfin, de démontrer la possibilité d'une rentrée automatique. Gemini 12 comporte également quatorze expériences scientifiques, médicales et technologiques. La mission ne comporte pas de nouveautés : des rendez-vous spatiaux ont déjà été réalisés avec succès par Gemini 9, et l'exercice de véhicule amarré, par Gemini 11. Même la stabilisation par gradient de gravité avait été tentée par Gemini 11, bien que sans succès.

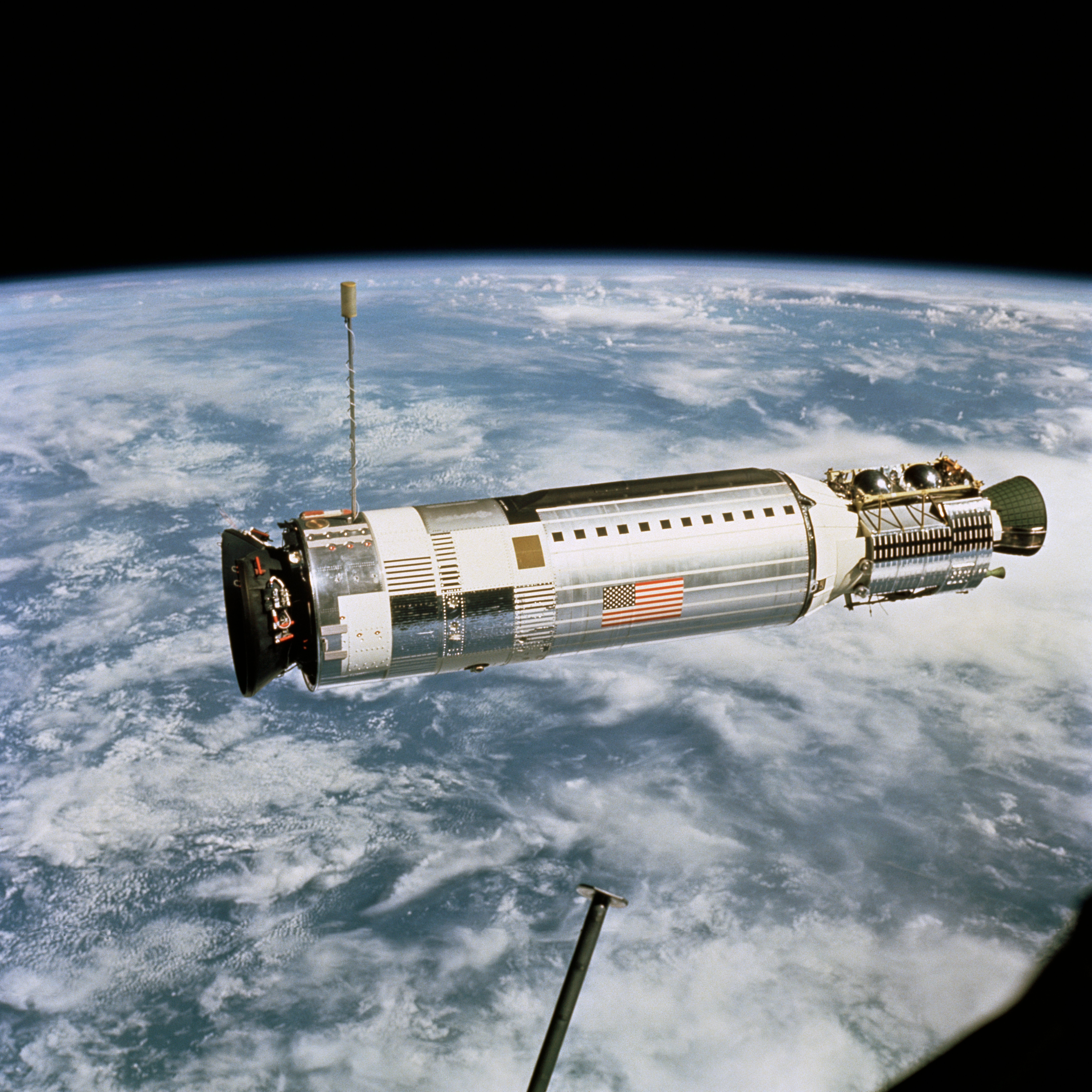
Le véhicule cible Agena vu depuis le vaisseau Gemini 12 le 11 novembre 1966. Les deux engins sont à une quinzaine de mètres l'un de l'autre.

Gemini 12 est lancée à partir du complexe de lancement 19 de cap Canaveral le 11 novembre 1966. Le véhicule cible Agena l'avait été environ une heure et demie auparavant. Le premier objectif majeur de la mission est de rencontrer ce véhicule cible. À mesure que la cible et le vaisseau Gemini se rapprochent, le contact radar entre les deux engins se détériore jusqu'à devenir inutilisable, ce qui contraint l'équipage à poursuivre manuellement la manœuvre de rendez-vous. Aldrin utilise un sextant et des cartes qu'il a contribué à créer pour donner à Lovell les informations appropriées afin que le vaisseau spatial soit en mesure de s'amarrer avec le véhicule cible. Gemini 12 réalise alors le quatrième amarrage avec un véhicule cible Agena.
La tâche suivante consiste à pratiquer le désamarrage et à renouveler la procédure d'amarrage. Lors de cette dernière, l'un des trois verrous se bloque et Lovell doit utiliser les propulseurs du Gemini pour libérer le vaisseau spatial. Aldrin s'amarre ensuite avec succès quelques minutes plus tard. Le plan de vol prévoit alors le démarrage du moteur principal de l'Agena afin de placer l'engin spatial couplé sur une orbite plus haute. Comme l'Agena avait subi une perte de pression huit minutes après son lancement dans une partie du moteur, les directeurs de mission et de vol décident de ne pas risquer l'allumage du moteur principal. Il s'agit du seul objectif de mission qui n'est pas atteint. Au lieu de cela, le système de propulsion secondaire de l'Agena est utilisé pour permettre au vaisseau spatial de voir l'éclipse solaire du 12 novembre 1966 en Amérique du Sud, que Lovell et Aldrin photographient à travers les fenêtres du vaisseau spatial.
Aldrin réalise trois sorties extravéhiculaires. La première est une sortie debout le 12 novembre, au cours de laquelle la porte du vaisseau spatial est ouverte et Aldrin doit se lever sans quitter le vaisseau spatial. Cette sortie debout imite certaines des actions qu'il effectuera pendant sa prochaine sortie libre, afin de pouvoir comparer l'effort déployé entre les deux. Il établit un record de sorties extravéhiculaires de deux heures et vingt minutes. Le lendemain, l'astronaute effectue sa sortie libre et, relié par un cordon de neuf mètres, il avance grâce aux poignées nouvellement installées jusqu'à l'Agena pour y installer un câble nécessaire à l'expérience de stabilisation par gradient de gravité. Aldrin effectue de nombreuses tâches, notamment l'installation de connecteurs électriques et d'outils de test nécessaires au programme Apollo. Une douzaine de périodes de repos de deux minutes lui évitent de se fatiguer et sa deuxième sortie se termine après deux heures et six minutes. Une troisième sortie, non prévue, de 55 minutes est réalisée le 14 novembre. Au cours de celle-ci, Aldrin prend des photographies, mène des expériences et jette certains articles inutiles pour alléger le vaisseau,.
Le 15 novembre, l'équipage active le système de rentrée automatique et amerrit dans l'océan Atlantique. Il est récupéré par un hélicoptère qui emmène Lovell et Aldrin au porte-avions USS Wasp en attente à proximité,. Après la mission, la femme d'Aldrin réalise qu'il est dépressif, chose qu'elle n'avait jamais constatée auparavant.

Photographies liées à Gemini 12
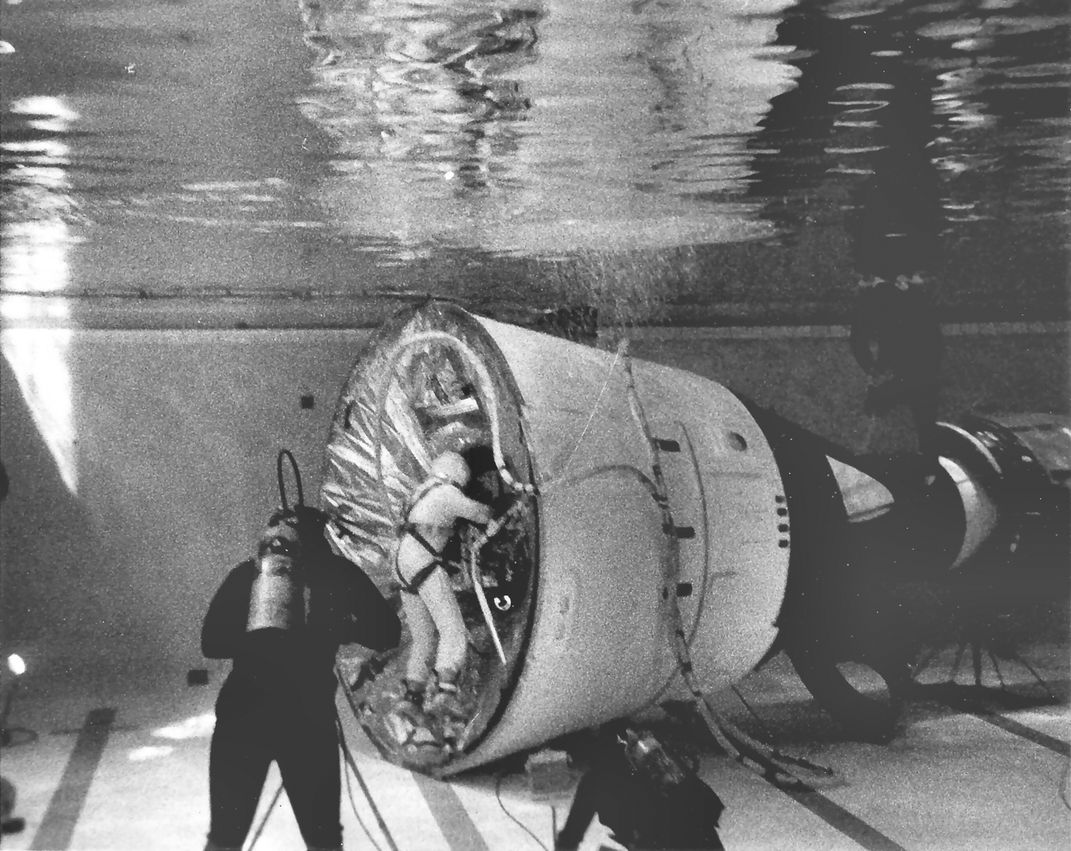
Aldrin (en blanc) à l'entraînement dans une piscine avec une reproduction de vaisseau Gemini immergée (années 1960).
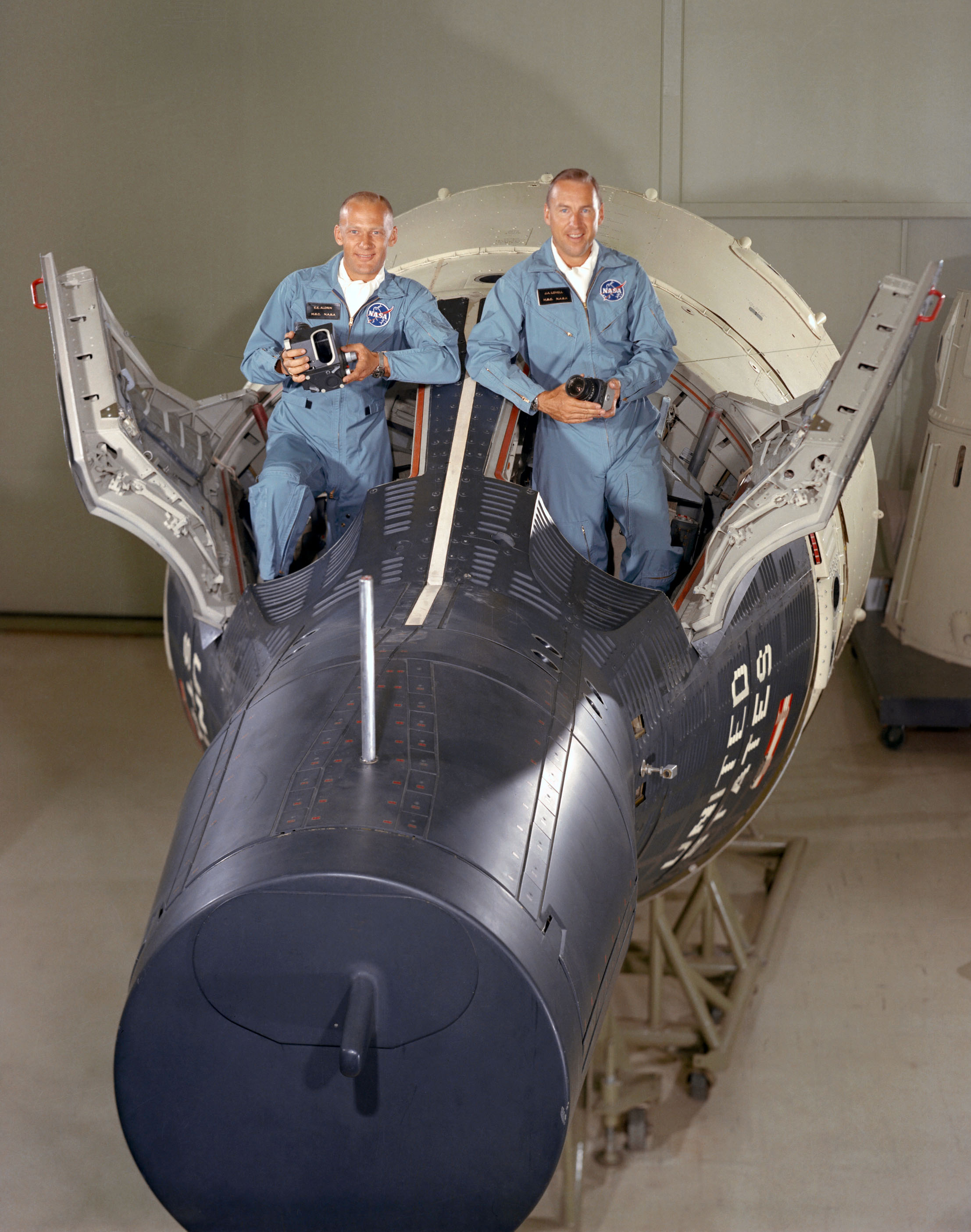
Aldrin et Lovell dans Gemini 12, en septembre 1966.
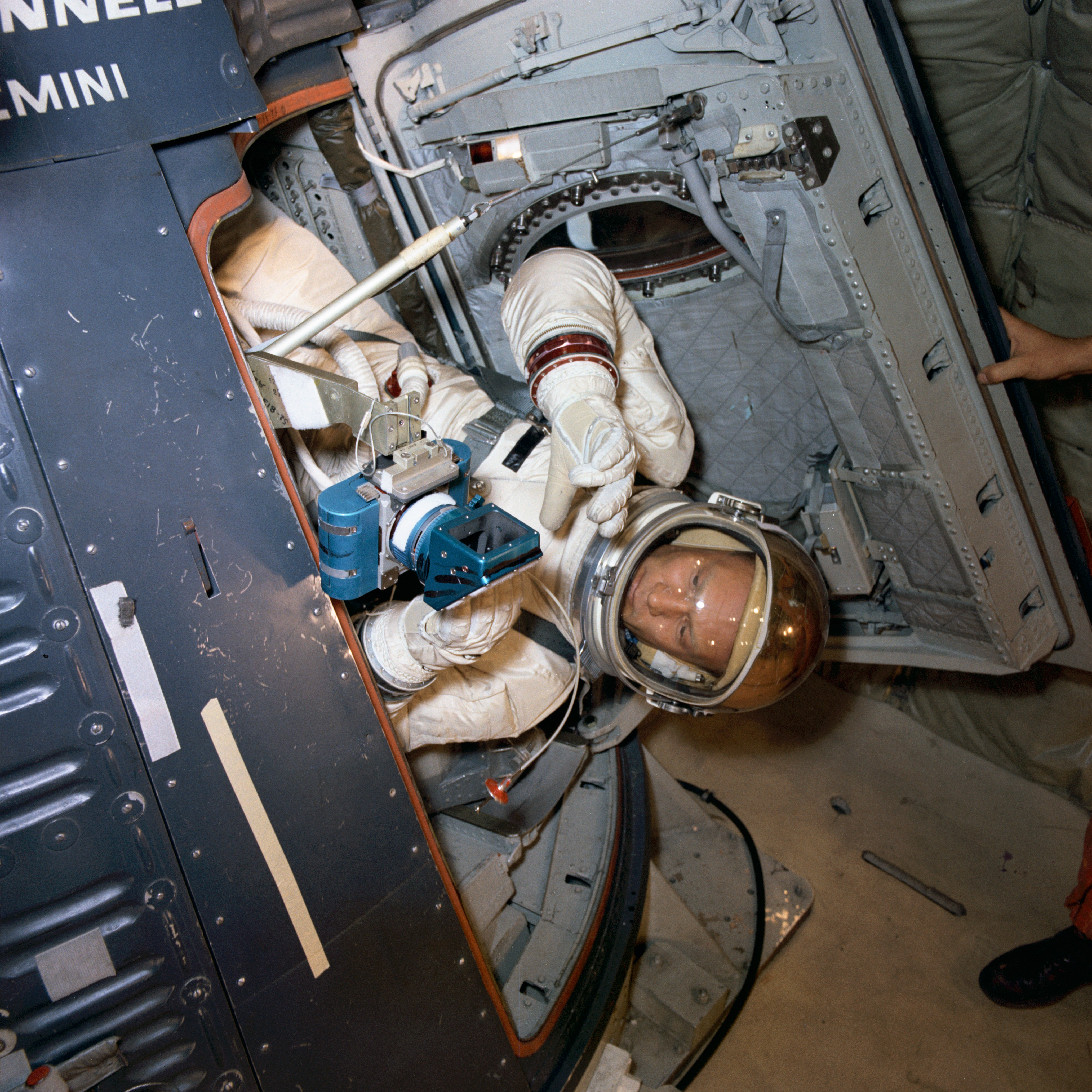
Aldrin lors d'un entraînement en impesanteur le 4 octobre 1966.
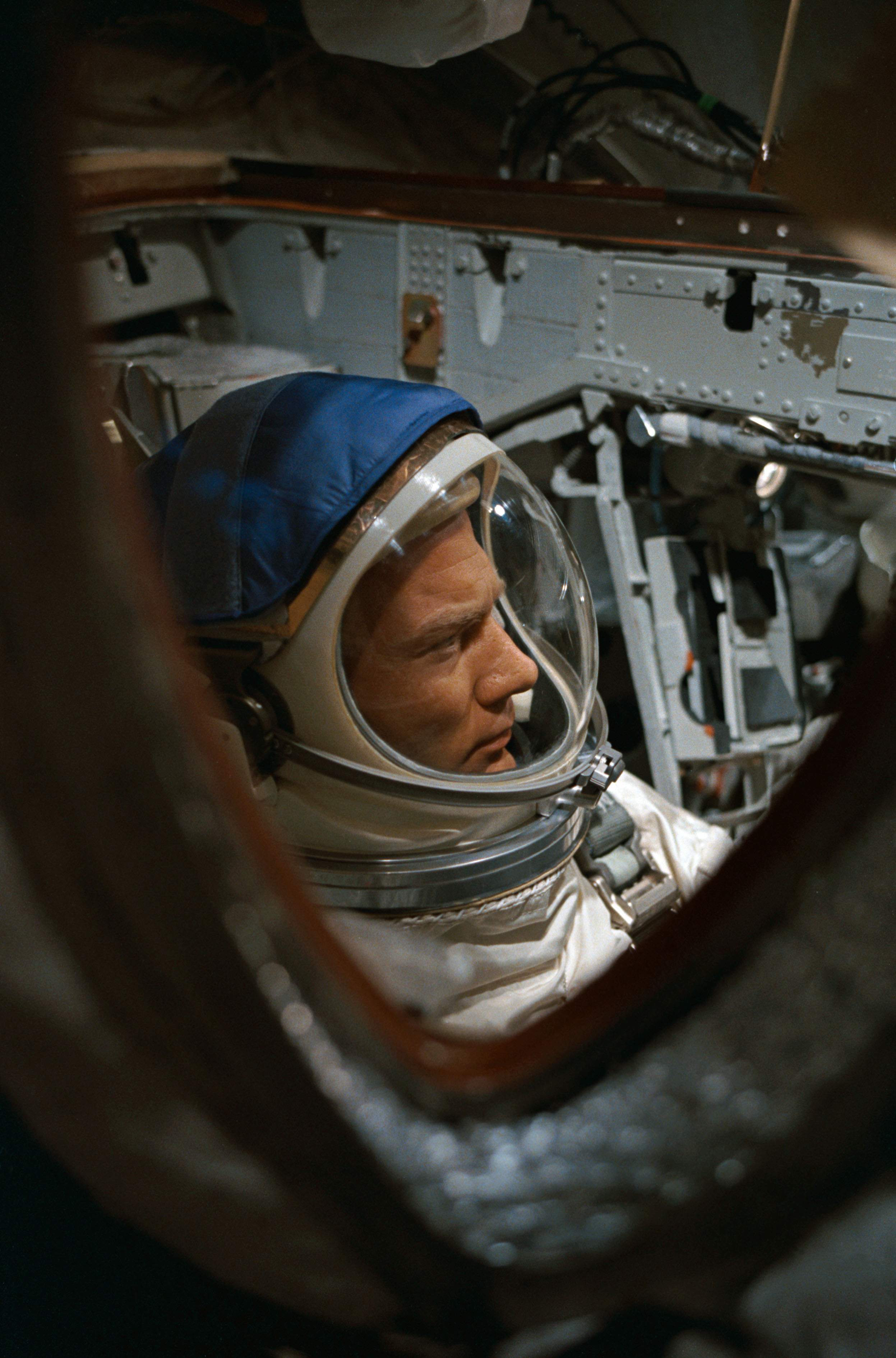
Aldrin quelques minutes avant le lancement de Gemini 12 le 11 novembre 1966.
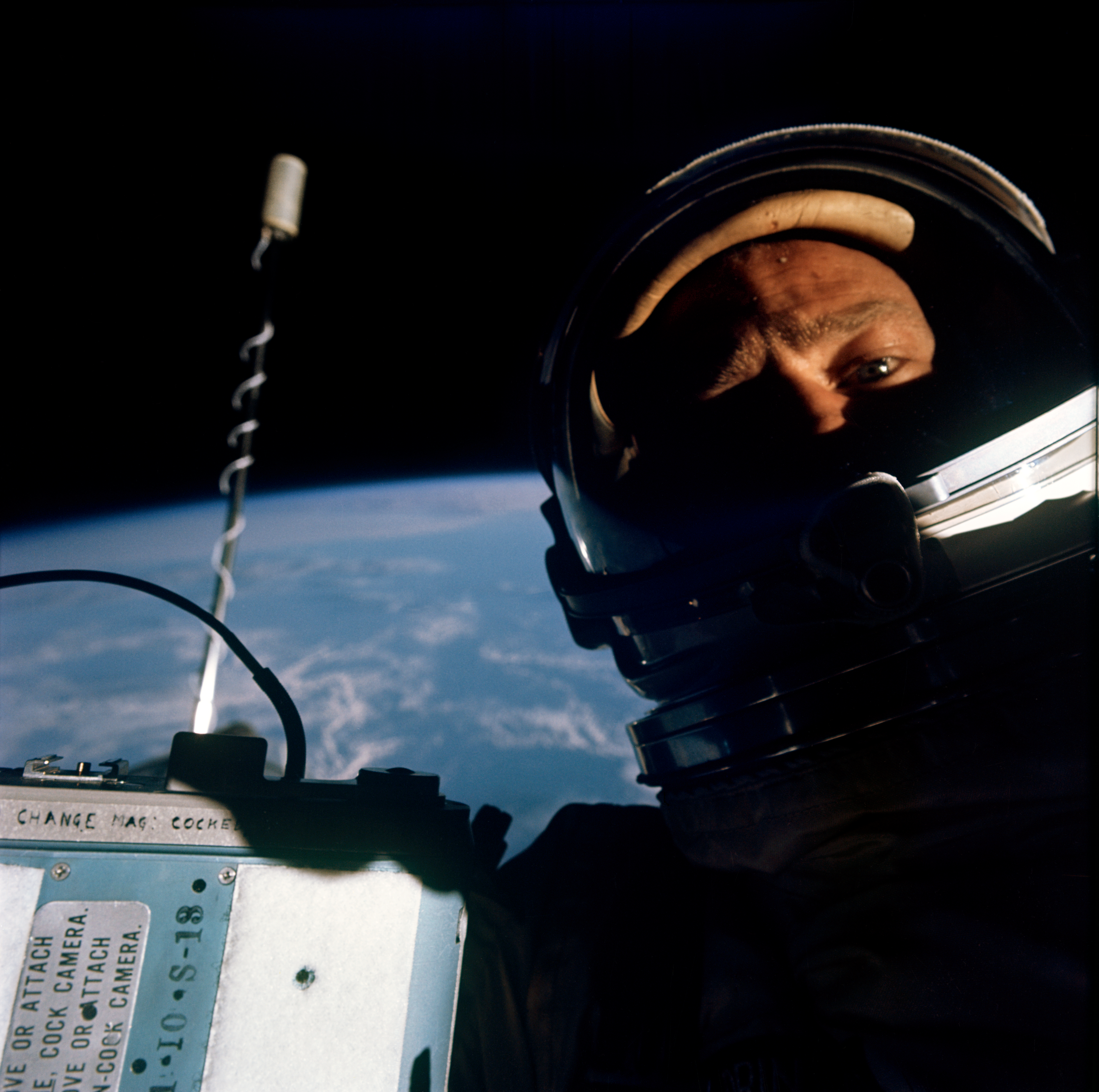
Le premier autoportrait en orbite de l'histoire, Buzz Aldrin le 12 novembre 1966.
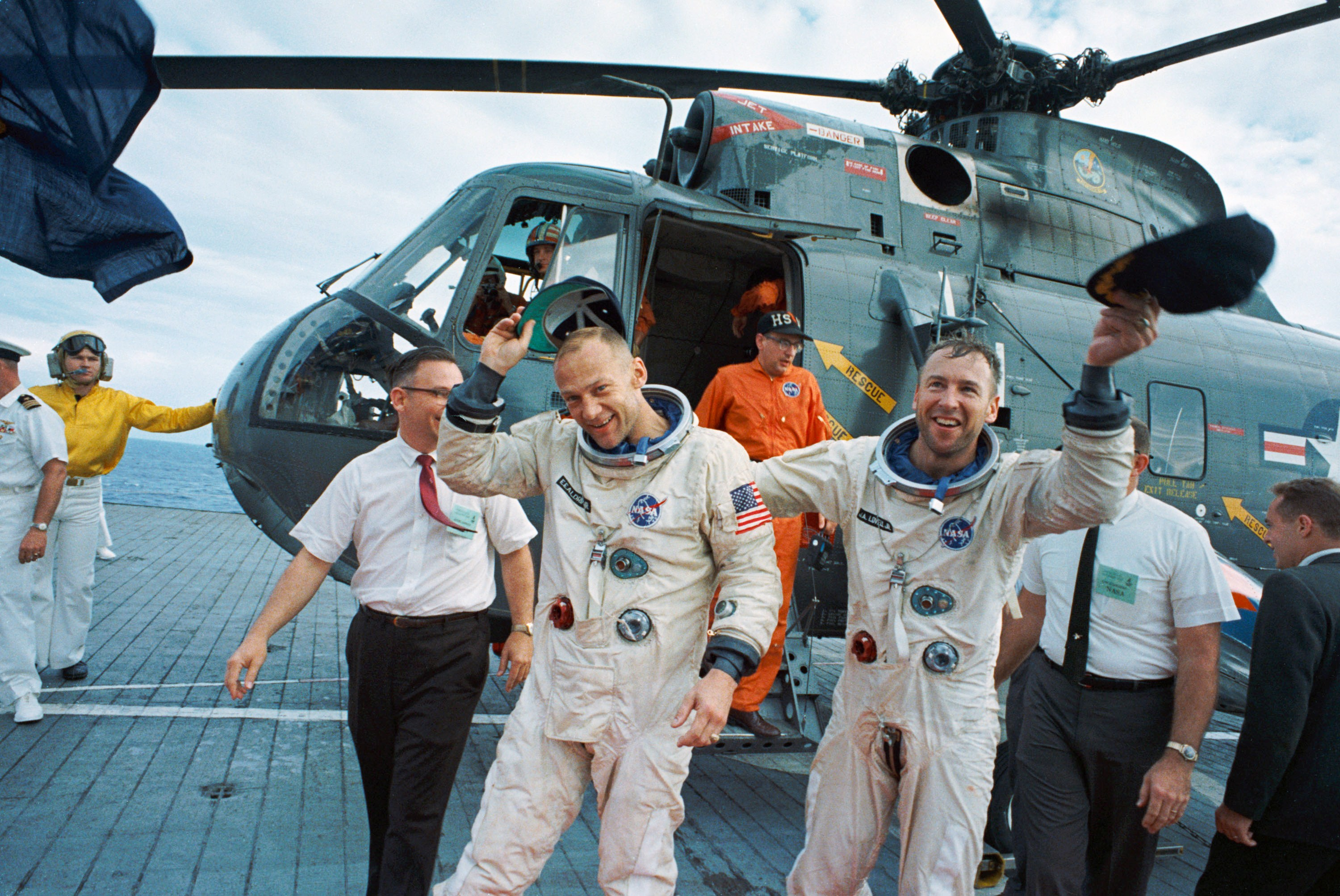
Aldrin et Lovell sur le pont de l'USS Wasp le 15 novembre 1966.

#### Programme Apollo et Apollo 11

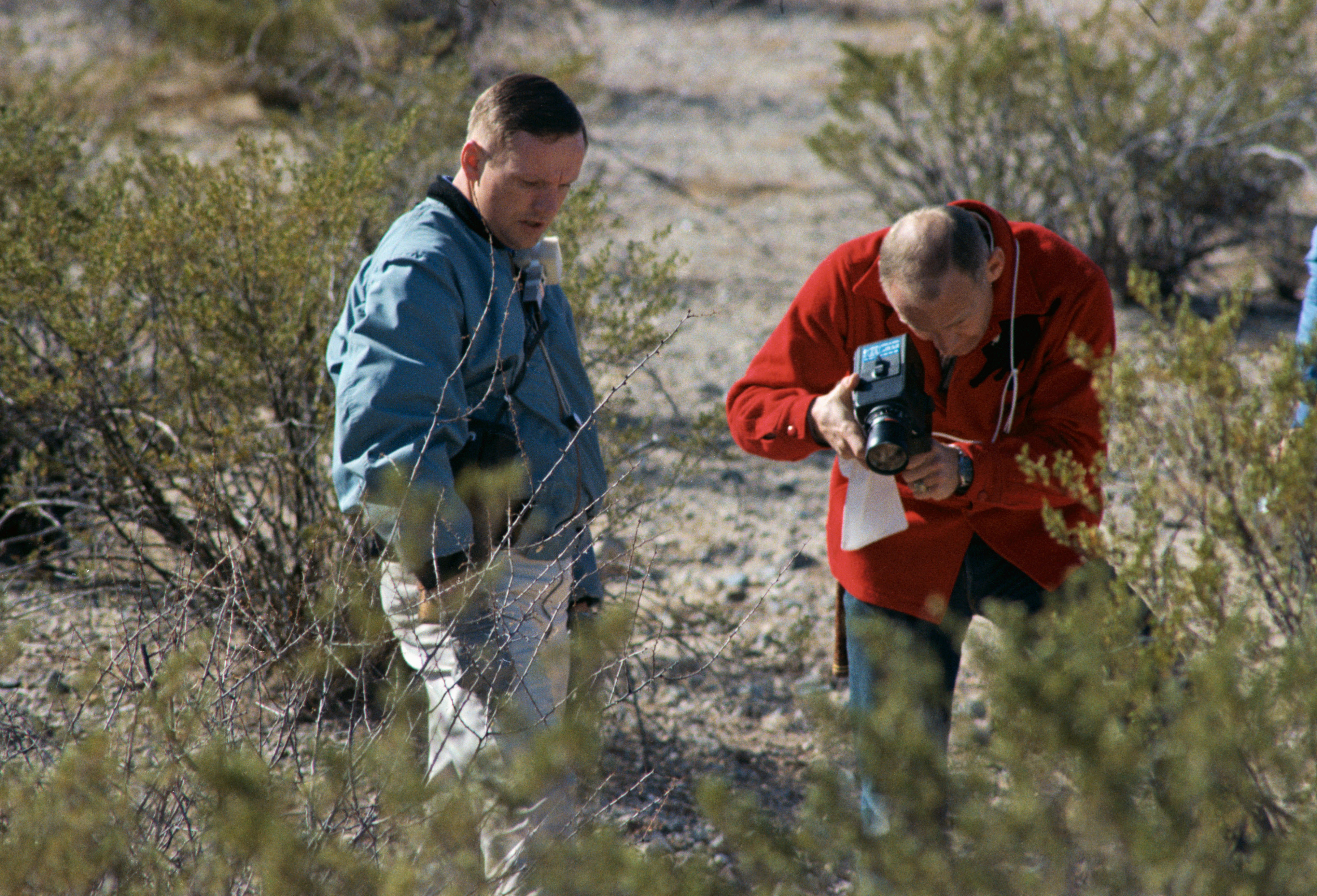
Neil Armstrong et Buzz Aldrin s'entraînant à la prise de vue d'échantillons géologiques le 24 février 1969.

Lorsque le programme Gemini s'achève, la NASA choisit le groupe des astronautes à partir desquels seront constitués les équipages des prochaines missions du programme Apollo, celui-ci fonctionnant avec des équipages de trois hommes. Au début du programme, en janvier 1967, un incendie lors d'une répétition au sol coûte la vie à l'équipage d'Apollo 1 (Virgil Grissom, Edward White et Roger B. Chaffee) et le groupe est de nouveau modifié. Lovell et Aldrin se retrouvent associés avec Neil Armstrong. Celui-ci assume le commandement, Lovell le pilotage du module de commande et de service et Aldrin celui du module lunaire. L'équipage Armstrong-Lovell-Aldrin est d'abord affecté comme équipage de réserve de la mission Apollo 9 le 20 novembre 1967. Finalement, Fred Haise remplace Lovell qui prend la place de Michael Collins dans l'équipage principal, qui souffre de la colonne vertébrale.
En raison de retards dans la conception et la fabrication du module lunaire, les équipages principaux et de réserve d'Apollo 8 et d'Apollo 9 s'échangent. Aldrin se retrouve donc réserviste d'Apollo 8, qui, en décembre 1968, sera la toute première mission humaine à orbiter autour de la Lune. Après un nouveau remplacement avec le retour de Collins, rétabli, à la place de Haise comme pilote du module de commande et de service, le 9 janvier 1969, l'équipage Armstrong-Collins-Aldrin est finalement affecté à la mission Apollo 11 dans le cadre de la rotation normale sur trois missions.
Apollo 11 est la deuxième mission spatiale américaine entièrement composée d'astronautes qui disposent déjà d'une expérience dans l'espace, la première étant Apollo 10. La suivante ne le sera qu'en 1988 avec la STS-26. Deke Slayton, responsable des missions de vol des astronautes, donne à Armstrong la possibilité de remplacer Aldrin par Lovell. Bien que de personnalités différentes, Armstrong décline la proposition, déclarant qu'il n'a aucun problème à travailler avec Aldrin et estimant que Lovell mérite son propre commandement.
Les premières versions de la planification d'une sortie extravéhiculaire sur la Lune mentionnent que le pilote du module lunaire est le premier à poser son pied sur la surface lunaire. Quand Aldrin apprend que cela pourrait être modifié, il fait pression au sein de la NASA pour que la procédure initiale soit suivie. Plusieurs facteurs contribuent à la décision finale, notamment le positionnement physique des astronautes dans le module lunaire très compact ou l'habitude et l'expérience de l'utilisation de certains tableaux de bord. C'est pour ces raisons qu'Armstrong est le premier à pouvoir quitter le vaisseau spatial. De plus, les points de vue d'Aldrin sont peu soutenus par les astronautes expérimentés qui commandent les missions Apollo ultérieures. Collins commente qu'il pense qu'Aldrin « [avait du ressentiment] de ne pas être le premier sur la Lune plus qu'il appréciait être le deuxième ». Aldrin et Armstrong n'ont pas le temps d'effectuer beaucoup de formation en géologie. En outre le premier alunissage a surtout pour objectif de réaliser entièrement la manœuvre et de permettre le retour sur Terre en toute sécurité et les aspects scientifiques purs sont secondaires. Le duo est néanmoins formé par les géologues de la NASA et de l'Institut d'études géologiques des États-Unis (USGS). Ils font une excursion géologique dans l'ouest du Texas. La présence de la presse et d'un hélicoptère rend les activités difficiles pour Aldrin, Armstrong et leurs instructeurs.

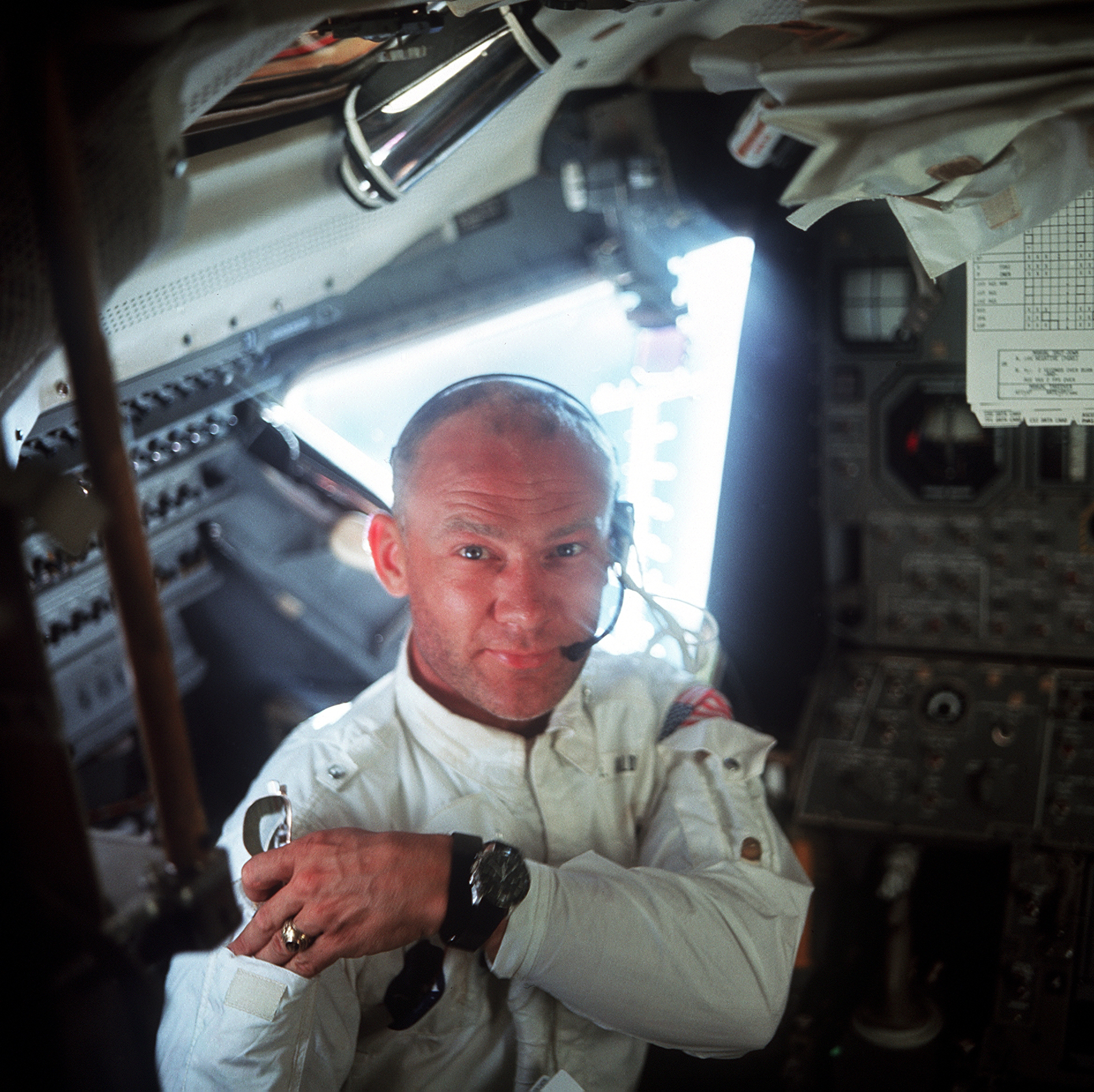
Aldrin à bord du module lunaire durant la mission Apollo 11 le 20 juillet 1969 UTC.

Le matin du 16 juillet 1969, environ un million de spectateurs assistent au lancement d'Apollo 11 depuis les autoroutes et les plages situées à proximité de la base de lancement de Cap Canaveral, en Floride. Ce lancement est diffusé en direct à la télévision dans 33 pays, avec environ 25 millions de téléspectateurs rien qu'aux États-Unis. Des millions d'autres personnes écoutent le lancement à la radio,. Propulsé par une fusée Saturn V, Apollo 11 décolle du complexe de lancement 39 au centre spatial Kennedy à 13 h 32 UTC et entre en orbite terrestre douze minutes plus tard. Après une orbite et demie, le moteur du troisième étage S-IVB pousse l'engin spatial sur sa trajectoire trans-lunaire. Environ trente minutes plus tard, les manœuvres de transposition, d'amarrage et d'extraction sont effectuées : il s'agit de séparer le module de commande et de service Columbia de l'étage S-IVB, de faire demi-tour avec et de s'amarrer avec le module lunaire Eagle. Après l'extraction du module lunaire du S-IVB, le vaisseau combiné se dirige vers la Lune, tandis que l'étage de la fusée vole sur une trajectoire au-delà du satellite naturel de la Terre.
Le 19 juillet à 17 h 21 min 50 s UTC, Apollo 11 passe derrière la Lune et démarre son moteur de propulsion de service pour entrer en orbite lunaire. Au cours des trente orbites qui suivent, l'équipage examine le site d'alunissage dans le sud de la mer de la Tranquillité à environ 19 kilomètres au sud-ouest du cratère Sabine D (futur cratère Collins). Le 20 juillet à 12 h 52 UTC, Aldrin et Armstrong pénètrent dans le module lunaire Eagle et commencent les derniers préparatifs en vue de la descente lunaire. À 17 h 44 UTC, Eagle est séparé du module de commande et de service Columbia. Collins, seul à bord de Columbia, inspecte Eagle lors du retournement de ce dernier afin de s'assurer que le module n'est pas endommagé et que le train d'atterrissage s'est correctement déployé,.
Tout au long de la descente vers la Lune, Aldrin renseigne Armstrong sur les données de navigation car il est occupé à piloter le module lunaire. Cinq minutes après le début de la descente et à 1 800 mètres d'altitude, l'ordinateur de vol Apollo Guidance Computer (AGC) du module lunaire distrait l'équipage en lançant successivement plusieurs alarmes inattendues indiquant qu'il ne pourrait pas mener à bien toutes ses tâches en temps réel et doit en repousser une partie, ce qui complique l'approche finale. Eagle atterrit à 20 h 17 min 40 s UTC le 20 juillet alors qu'il ne lui reste plus qu'environ 25 secondes d'autonomie en carburant,.

Aldrin sur le sol lunaire photographié par Armstrong, le 21 juillet 1969 UTC.

Dans le module lunaire, en tant que diacre presbytérien, Aldrin est le premier — et le seul — à organiser une cérémonie religieuse sur la Lune. Il envoie un message radio à la Terre : « Je voudrais saisir cette occasion pour demander à toutes les personnes qui écoutent, peu importe le lieu et l'endroit où elles se trouvent, de faire une pause un instant pour contempler les événements des dernières heures et remercier tout le monde. À sa manière ». À l'aide d'une trousse que lui a donnée son pasteur, il communie et prend le pain et le vin. Enfin, il lit les paroles de Jésus-Christ extraites du Nouveau Testament (Jean, 15:5) : « Je suis le cep, vous êtes les sarments. Celui qui demeure en moi et en qui je demeure porte beaucoup de fruit, car sans moi vous ne pouvez rien faire ». Cependant, cette cérémonie est gardée secrète et n'est pas diffusée par la NASA par crainte de recours judiciaires ; un procès étant en cours sur la lecture de la Génèse lors de la mission Apollo 8,,,,. En 1970, il déclare : « Il [est] intéressant de penser que le tout premier liquide jamais versé sur la Lune et le premier aliment mangé [sont] ceux de la communion ». Dans son livre de 2009, Aldrin ajoute : « Peut-être, si je devais recommencer, je ne choisirais pas de célébrer la communion, bien que ce fût pour moi une expérience profondément significative, mais il s'agissait d'un sacrement chrétien et nous étions venus sur la Lune au nom de l'humanité tout entière, [qu'elle soit chrétienne, juive, musulmane, animiste, agnostique ou athée]. Mais à l'époque, je ne pouvais penser à un meilleur moyen de reconnaître l'énormité de l'expérience d'Apollo 11 qu'en rendant grâce à Dieu ». Aldrin cite également quelque chose de plus universel en diffusant publiquement sa lecture du psaume 8:3–4 de l'Ancien Testament : « Quand je contemple les cieux, ouvrage de tes mains, la Lune et les étoiles que tu as créées : qu'est-ce que l'homme, pour que tu te souviennes de lui ? ». Des photographies de ces documents révèlent le développement complexe de l'expression de la foi d'Aldrin.
Les préparatifs de la sortie extravéhiculaire commencent à 23 h 43 UTC. Une fois qu'Armstrong et Aldrin sont prêts à sortir, Eagle est dépressurisé et la trappe est ouverte à 2 h 39 min 33 s le 21 juillet,. Aldrin pose le pied sur la Lune à 3 h 15 min 16 s, dix-neuf minutes après le premier pas d'Armstrong. Armstrong et Aldrin deviennent respectivement la première et la deuxième personne à marcher sur la Lune. Les premiers mots d'Aldrin après son arrivée sur la Lune sont « Magnifique vue », ce à quoi Armstrong réplique : « N'est-ce pas quelque chose [de fort] ? Une vue magnifique ici ». Aldrin répond à son tour : « Magnifique désolation »,. Les deux astronautes peinent à assembler le Lunar Flag Assembly, support télescopique qui permet de déployer puis de planter le drapeau des États-Unis sur le sol lunaire, mais y parviennent finalement. Aldrin salue le drapeau et Armstrong prend une photo emblématique de la scène. Aldrin se positionne devant la caméra et commence à expérimenter différentes méthodes de locomotion pour se déplacer sur la surface lunaire afin de transmettre son expérience aux futurs marcheurs lunaires. Au cours de leurs expériences, le président des États-Unis Richard Nixon appelle les deux hommes pour les féliciter pour la réussite de l'alunissage. Nixon conclut en disant : « Merci beaucoup, et nous avons tous hâte de vous voir jeudi sur [l'USS] Hornet ». Aldrin répond alors : « J'attends cela avec impatience, monsieur »,.

Aldrin photographie son empreinte sur le sol lunaire, le 21 juillet 1969 UTC.

Puis Aldrin inspecte le module lunaire en vue du vol retour et le photographie pour fournir aux équipes au sol des informations pour les misions suivantes. Aldrin et Armstrong installent ensuite un sismomètre pour analyser la structure interne de la Lune et un réflecteur laser qui permettra de mesurer la distance Terre-Lune avec une meilleure précision,. Alors qu'Armstrong inspecte un cratère, Aldrin commence à prélever un échantillon du sol lunaire mais la tâche est difficile, le régolithe devenant particulièrement dur à quelques centimètres de profondeur.
La plupart des photographies emblématiques d'astronautes d'Apollo 11 sur la Lune montrent Aldrin. Armstrong n'apparaissait que dans seulement deux photographies en couleur. Aldrin explique : « Au fur et à mesure que la séquence des opérations lunaires évoluait, Neil avait la plupart du temps un appareil photographique, et la majorité des photos prises sur la Lune, y compris [celles avec] un astronaute [me mettent en scène] ». L'examen des photographies révèle qu'il n'existe, en effet, que peu d'images de Neil Armstrong : « C'est peut-être ma faute, mais nous ne l'avions jamais simulé pendant notre formation ». Les deux astronautes ne s'éloignent guère du module lunaire. Aldrin réintègre l'Eagle en premier, mais, avant de gravir l'échelle, il raconte amusé qu'il a dû « soulager un besoin naturel dans [sa] poche à urine ». « À chacun sa première sur la Lune » s'explique-t-il.
Avec difficulté, Armstrong et Aldrin récupèrent le film photographique Hasselblad et hissent les boîtes d'échantillons contenant 21,55 kg de sol lunaire vers la trappe du module lunaire à l'aide d'un dispositif à poulie à câble plat. Armstrong rappelle à Aldrin qu'un sac contenant des objets commémoratifs se trouve dans la poche de sa manche et Aldrin jette le sac au sol. Il contient un bout de tissu avec l'emblème de la mission Apollo 1 (où trois astronautes ont trouvé la mort dans un incendie), des médaillons commémorant Youri Gagarine (le premier homme dans l'espace), une photo de Vladimir Komarov (le premier homme à mourir lors d'un vol spatial) et un disque de silicium gravé de messages de bonne volonté émanant de 73 nations. Aldrin, qui conserve sur lui l'autobiographie du pionnier de l'astronautique Robert Goddard, hésite à la laisser également sur place, avant de se raviser. Après être entrés dans le module lunaire, les deux hommes amorcent la procédure permettant la phase d'ascension pour le retour en orbite lunaire en jetant les équipements qui ne leur sont plus utiles. La porte est refermée à 5 h 1, ils repressurisent le module lunaire et s'endorment après 2 h 30 de sortie extravéhiculaire.

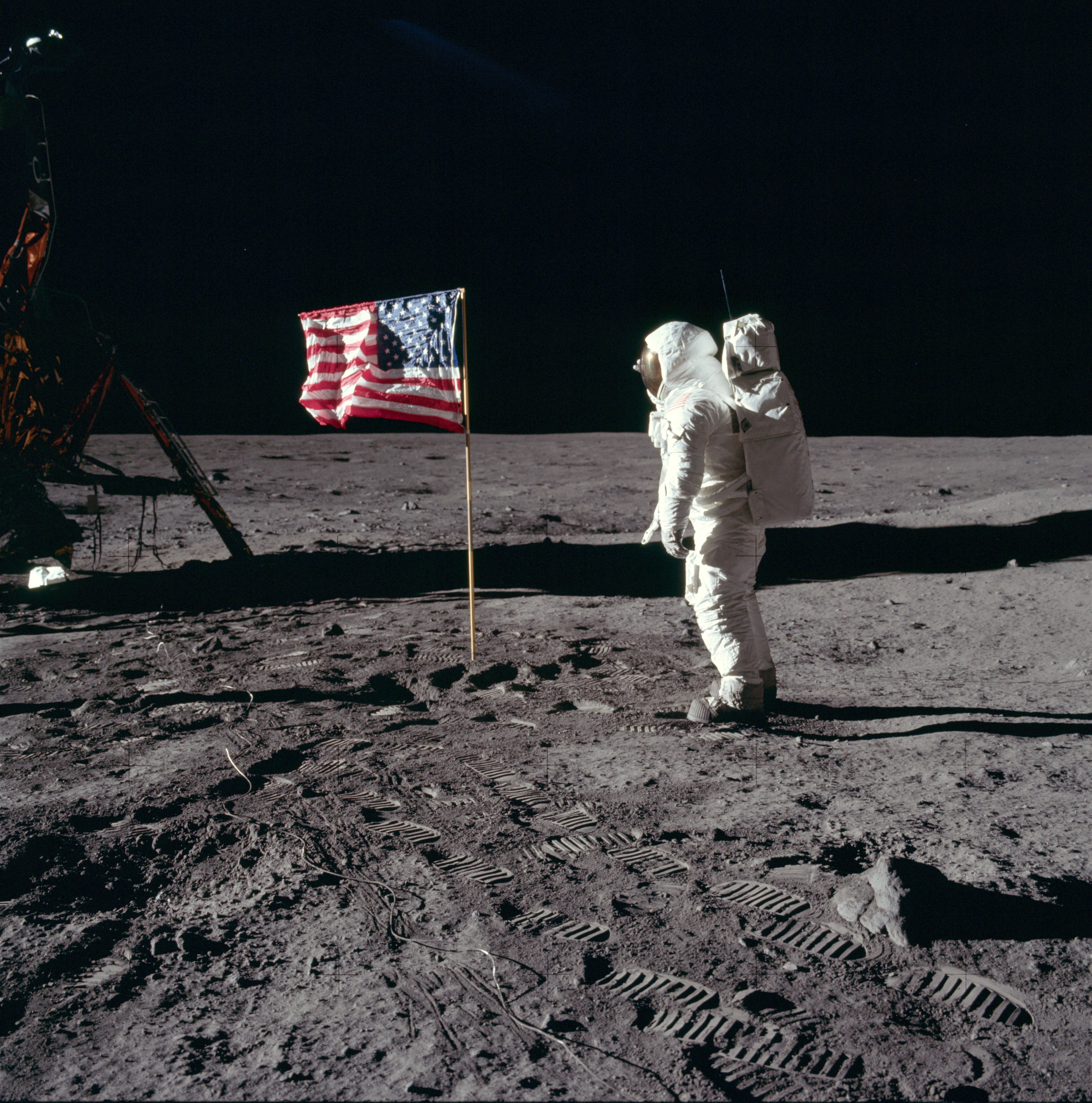
Aldrin saluant le drapeau américain le 21 juillet 1969 UTC. On aperçoit sa main droite dépassant légèrement de son casque.

À 17 h 54 UTC, l'étage d'ascension de l'Eagle décolle pour rejoindre Collins à bord du module de commande et de service Columbia resté en orbite lunaire. Après le rendez-vous spatial des deux vaisseaux et le transfert des deux astronautes d'Eagle à Columbia, le premier est largué dans l'espace et la manœuvre de retour sur Terre commence. La capsule amerrit dans l'océan Pacifique le 24 juillet à 2 660 kilomètres à l'est de l'atoll de Wake à 16 h 50 UTC — 5 h 50 heure locale,. La durée totale de la mission est de 195 heures, 18 minutes et 35 secondes.
Pour parer à la transmission d'agents pathogènes lunaires sur la Terre, les hommes-grenouilles dépêchés par les hélicoptères de récupération fournissent des vêtements d'isolation biologique aux astronautes et les aident à monter dans le bateau pneumatique. Les trois hommes sont hélitreuillés à bord de l’Helicopter 66 à destination du porte-avions USS Hornet, où ils commencent dans la mobile quarantine facility une quarantaine de 21 jours. Le 13 août, les trois astronautes participent à des parades en leur honneur à New York et à Chicago, auxquelles assistent environ six millions de personnes. Un dîner officiel est organisé ce soir-là à Los Angeles pour célébrer l'exploit. Le président des États-Unis Richard Nixon remet à chacun d'entre eux le prix civil américain le plus prestigieux, la médaille présidentielle de la Liberté,.
Le 16 septembre 1969, les astronautes prennent la parole devant une session conjointe du Congrès des États-Unis où ils remercient les représentants pour leur soutien antérieur et les engagent à continuer à financer l'effort spatial,. Les astronautes entreprennent une tournée mondiale de 38 jours le 29 septembre, qui les conduit dans 22 pays et comprend des rencontres avec de nombreux chefs d'État. L'équipage rentre aux États-Unis le 5 novembre 1969,.
Après Apollo 11, Aldrin, moins réservé qu'Armstrong, fait de nombreuses conférences et apparitions publiques. En octobre 1970, il rejoint les cosmonautes soviétiques Andrian Nikolaïev et Vitali Sevastianov lors de leur tournée des centres spatiaux de la NASA. Il participe également à la conception de la navette spatiale américaine. À la fin du programme Apollo, Aldrin, alors colonel, a peu de perspectives à la NASA et décide de retourner dans l'armée de l'air le 1er juillet 1971. Au cours de sa carrière à la NASA, il a passé 289 heures et 53 minutes dans l'espace, dont 7 heures et 52 minutes en sortie extravéhiculaire, un record pour l'époque.

Photographies liées à Apollo 11
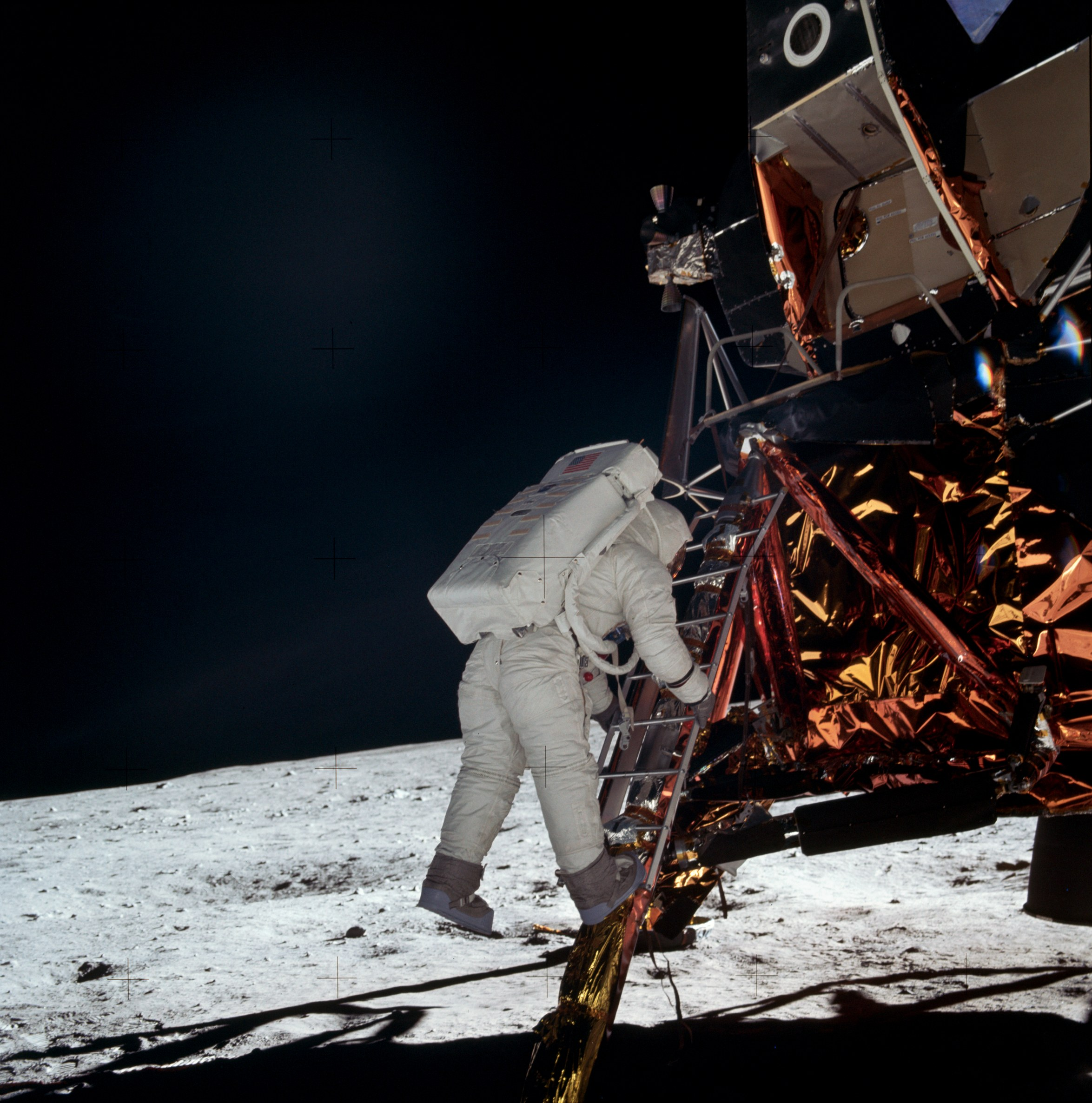
Aldrin descend du module lunaire, le 21 juillet 1969 UTC.
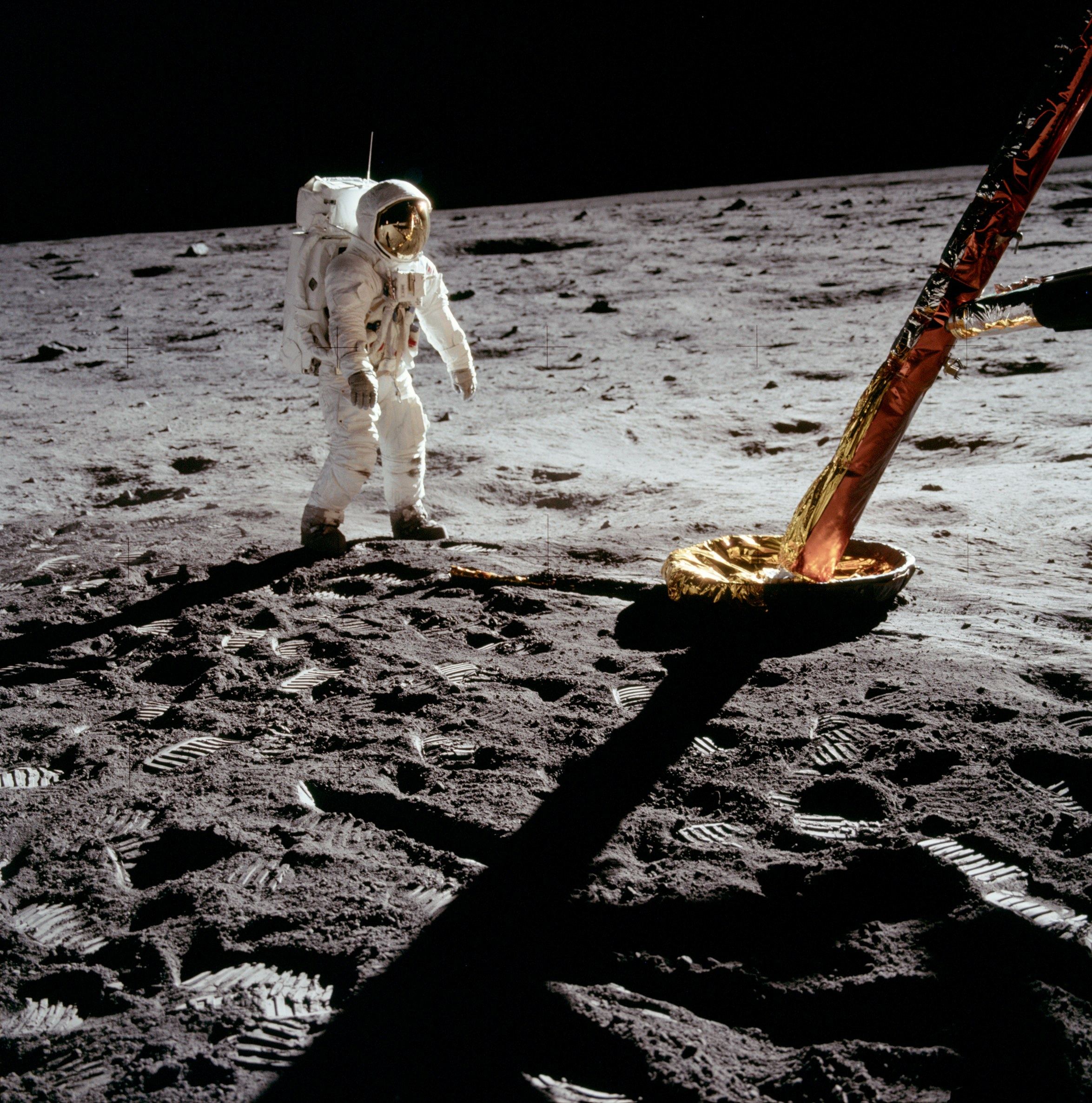
Aldrin près du module lunaire, le 21 juillet 1969 UTC.
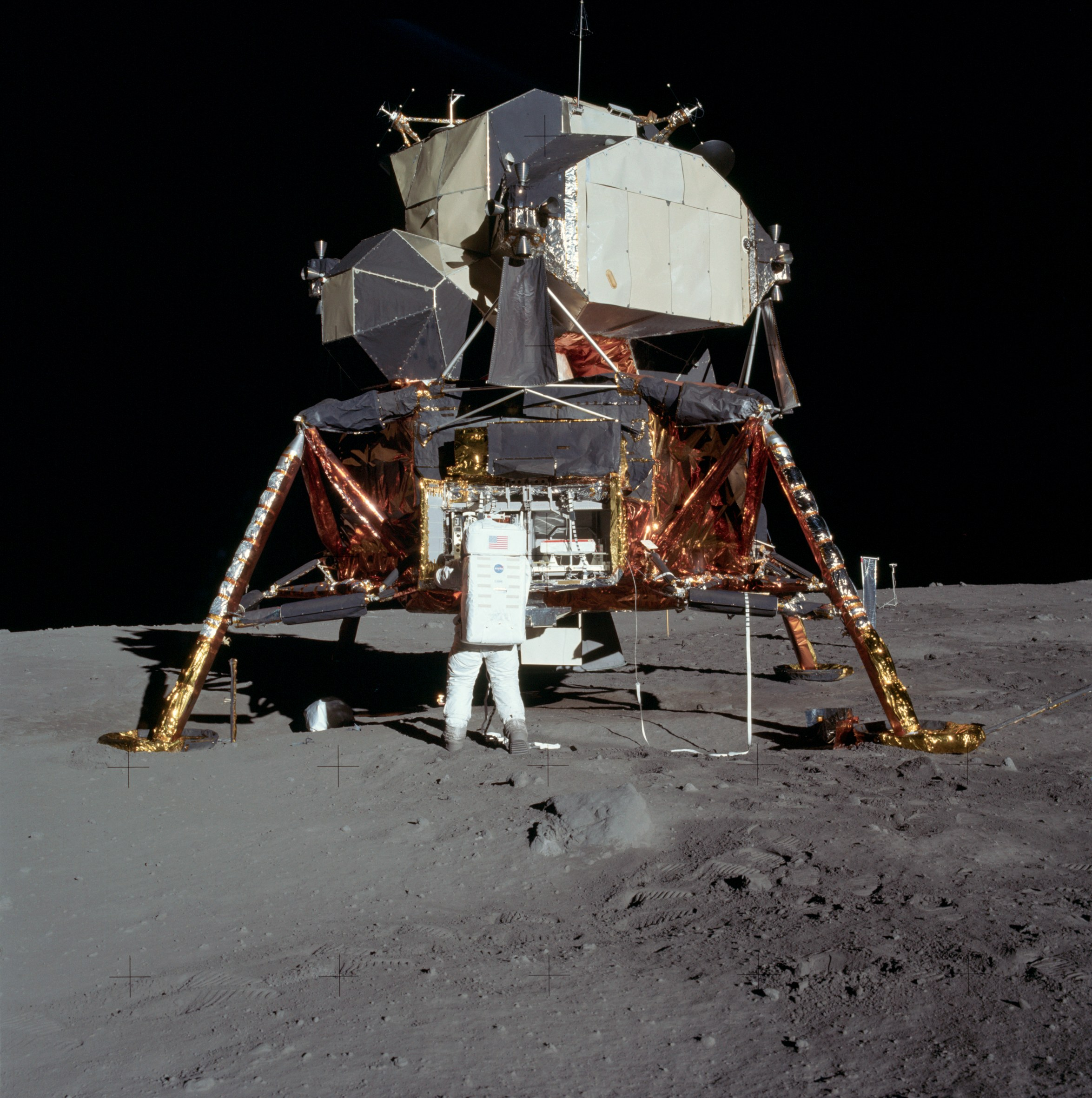
Aldrin aux pieds du module lunaire, le 21 juillet 1969 UTC.
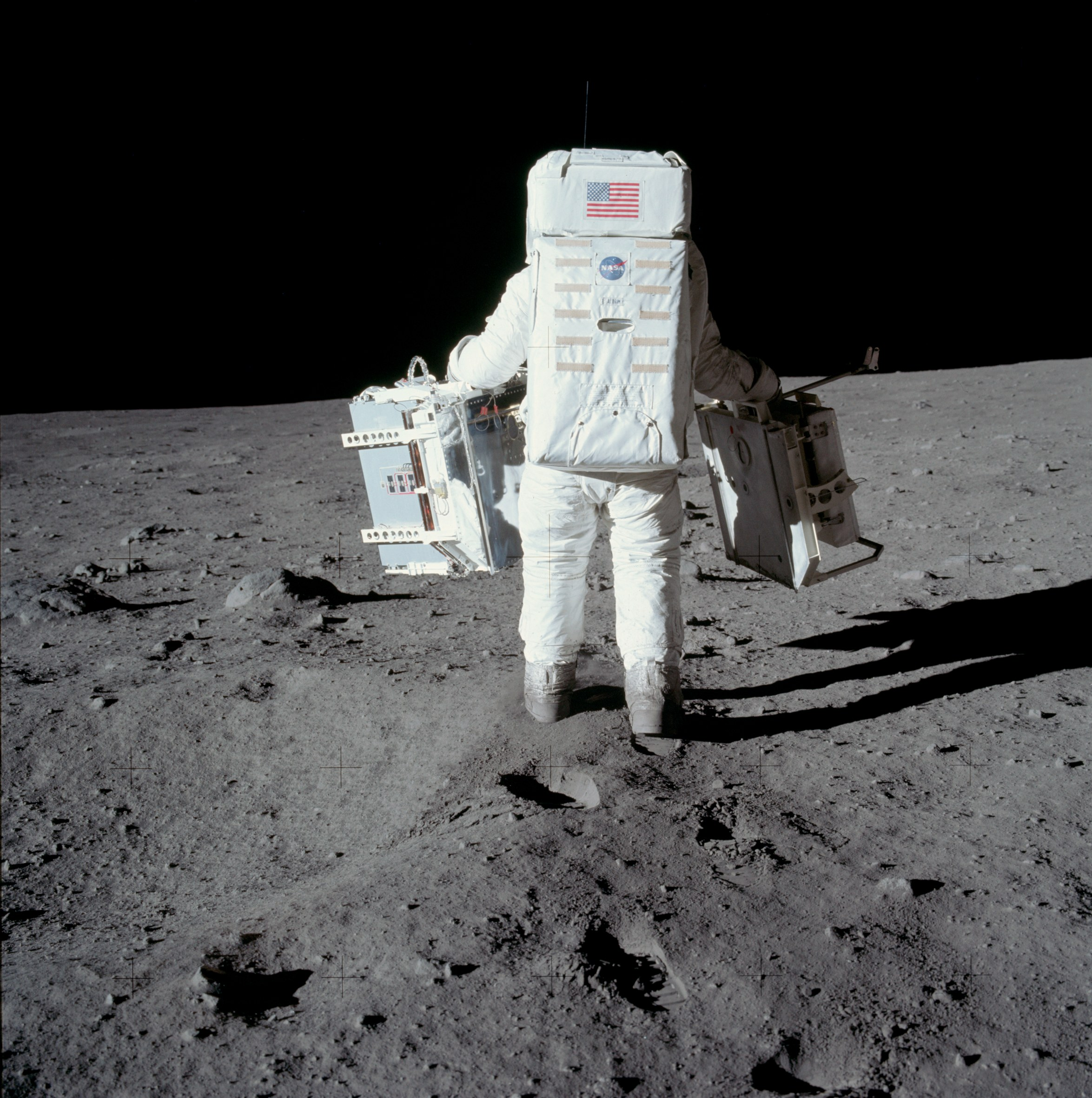
Aldrin portant l’Apollo Lunar Surface Experiments Package (ALSEP), le 21 juillet 1969 UTC.
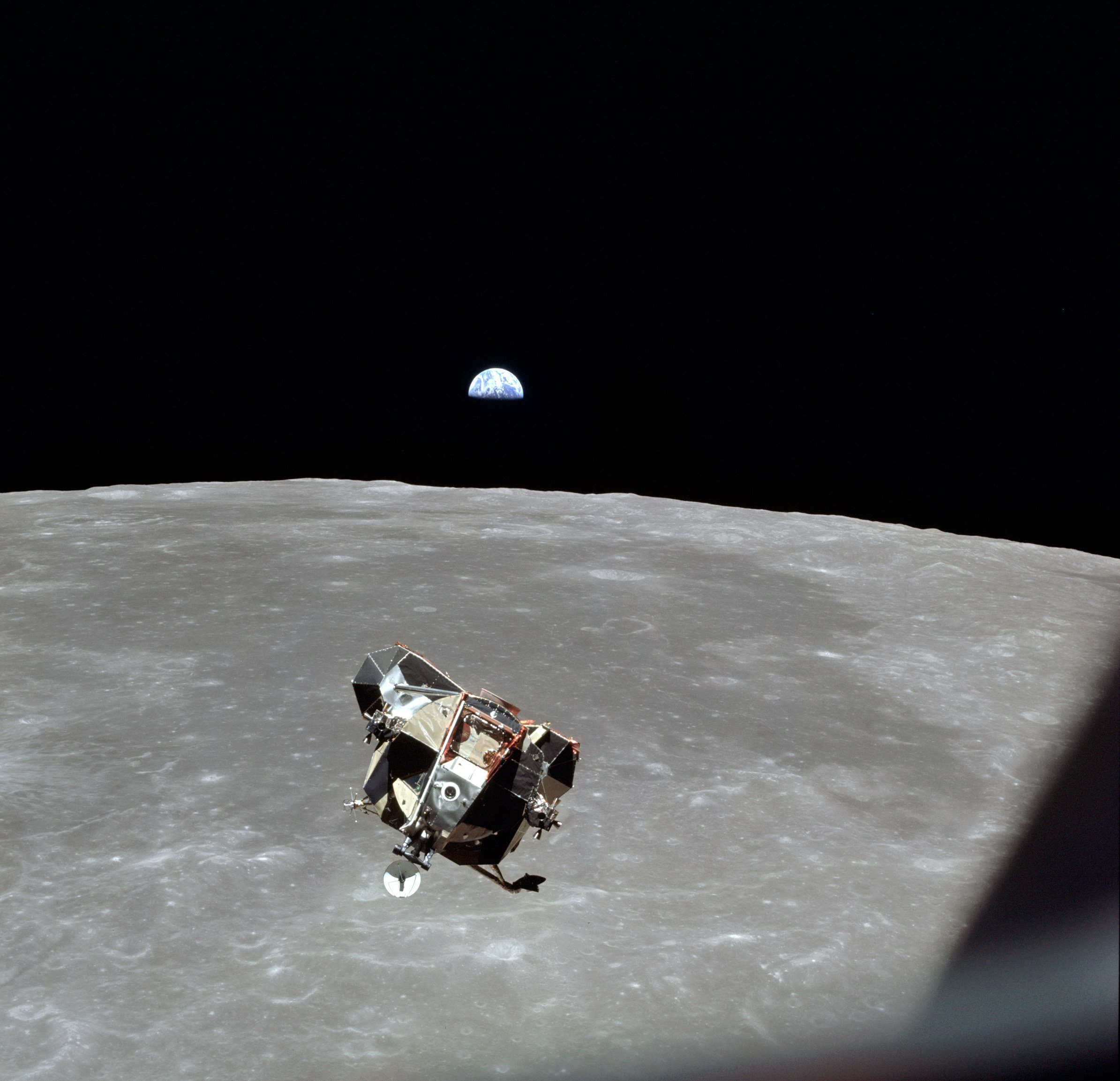
Le module lunaire (avec Aldrin et Armstrong) revient de la surface lunaire (photo prise par Collins depuis le module de commande), le 21 juillet 1969. La Terre est visible au loin.
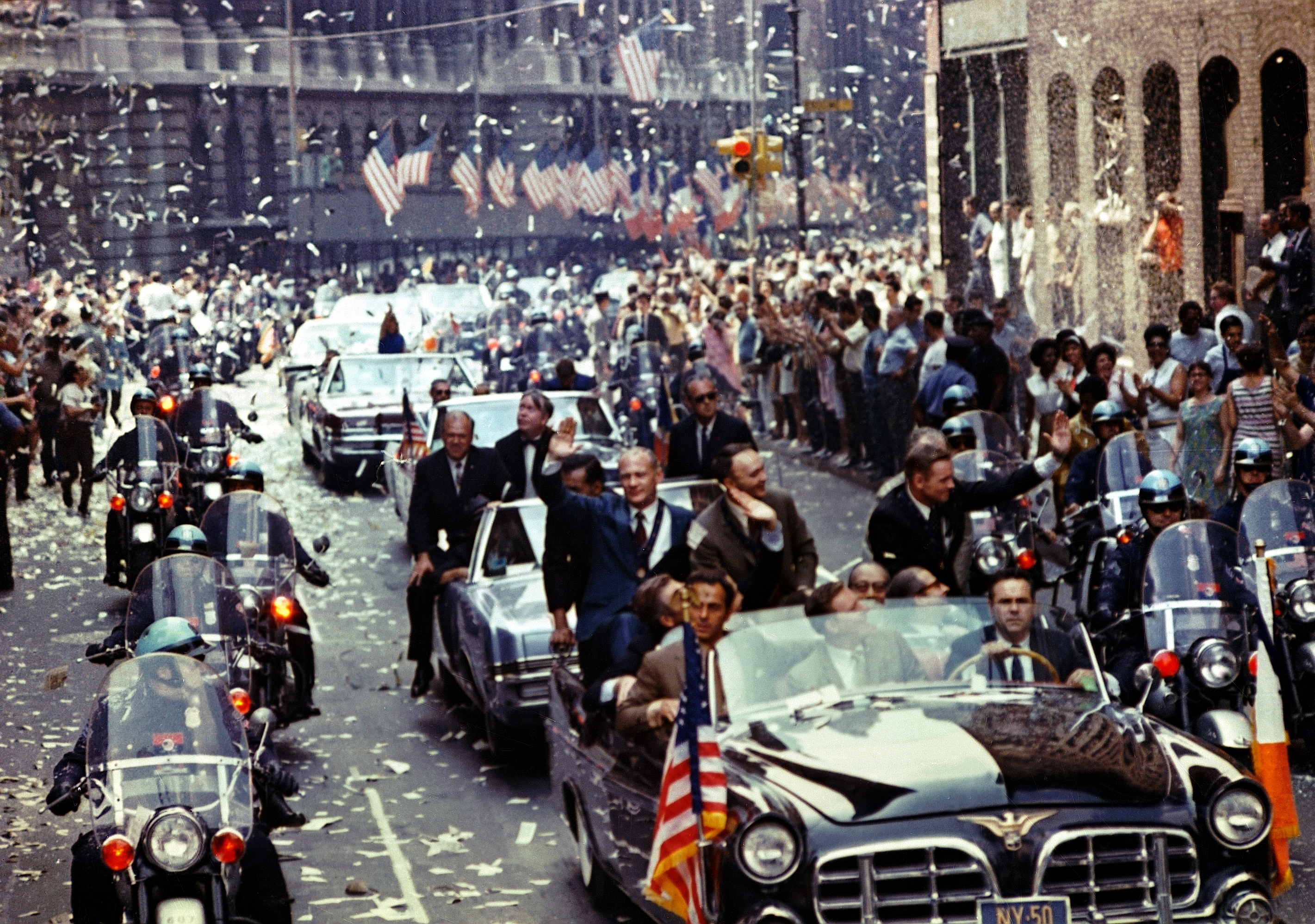
Parade à New York, le 13 août 1969.

### Carrière postérieure

#### Aerospace Research Pilot School

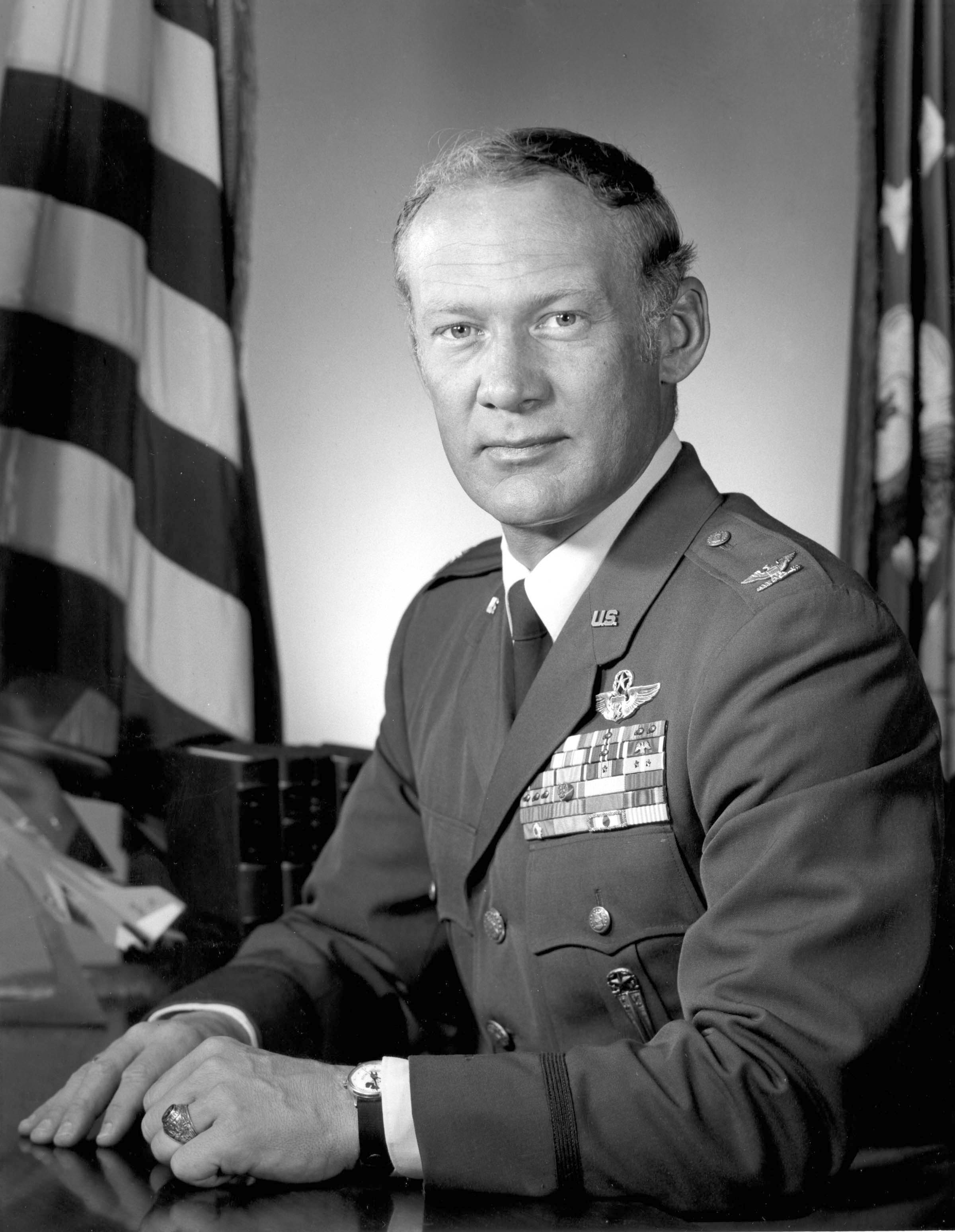
Aldrin dans les années 1960 comme responsable de l'ARPS.

Aldrin espère devenir commandant des cadets à l'United States Air Force Academy (USAFA), mais ce poste revient à son camarade de classe de West Point, Hoyt S. Vandenberg Jr.. Aldrin est nommé commandant de l'Aerospace Research Pilot School (ARPS) — nom de l'école des pilotes d'essai de l'United States Air Force (USAF TPS) à cette période — à la base aérienne Edwards, en Californie. Il n'a aucune expérience de pilote expérimental ni de gestionnaire, mais un tiers du programme de formation est consacré à la formation des astronautes et les étudiants volent sur un avion d'entraînement supersonique Lockheed NF-104A jusqu'à la limite de l'espace. Alan Bean, astronaute et marcheur lunaire issu du groupe d'astronautes 3, le considère suffisamment qualifié pour le poste.
Aldrin ne s'entend pas bien avec son supérieur, le brigadier général Robert Michael White qui a gagné son badge d'astronaute en tant que pilote du North American X-15. La célébrité d'Aldrin amène à s'en remettre davantage à lui qu'au général de haut rang, ce qui pose un problème parce que la chaîne de commandement est ignorée. Pendant qu'Aldrin y travaille, la base d'Edwards est le théâtre de deux accidents : les écrasements d'un LTV A-7 Corsair II et d'un Lockheed T-33 Silver Star. Personne n'a perdu la vie même si les avions sont détruits. Les accidents sont attribués à une supervision insuffisante, accusation portée contre Aldrin. Ce qu'il espérait être un travail agréable est devenu une importante source de stress.
Aldrin a consulté le médecin-chirurgien de la base. En plus des signes de dépression, il ressent des douleurs au cou et aux épaules et pense à un lien de cause à effet. Il est hospitalisé pour dépression au centre médical militaire de Wilford Hall pendant quatre semaines. Sa mère s'est suicidée en mai 1968 et il est convaincu que sa renommée après Gemini 12 a contribué à ce drame. Son grand-père maternel s'est également suicidé et il pense avoir « hérité » de la dépression. À l'époque, la stigmatisation liée aux maladies mentales est importante et il est conscient que cela peut non seulement mettre fin à sa carrière, mais également entraîner son ostracisme social.
En février 1972, le général George S. Brown rend visite à la base d'Edwards et informe Aldrin que la formation des astronautes est abandonnée. Avec la fin du programme Apollo et la réduction des budgets de la force aérienne, l'intérêt de celle-ci pour l'espace diminue. Aldrin choisit de prendre sa retraite de colonel le 1er mars 1972 après 21 ans de service. Son père et le général James H. Doolittle, un ami proche de son père, assistent à la cérémonie de départ à la retraite.

#### Retraite de l'armée

##### Écriture, dépression et alcoolisme

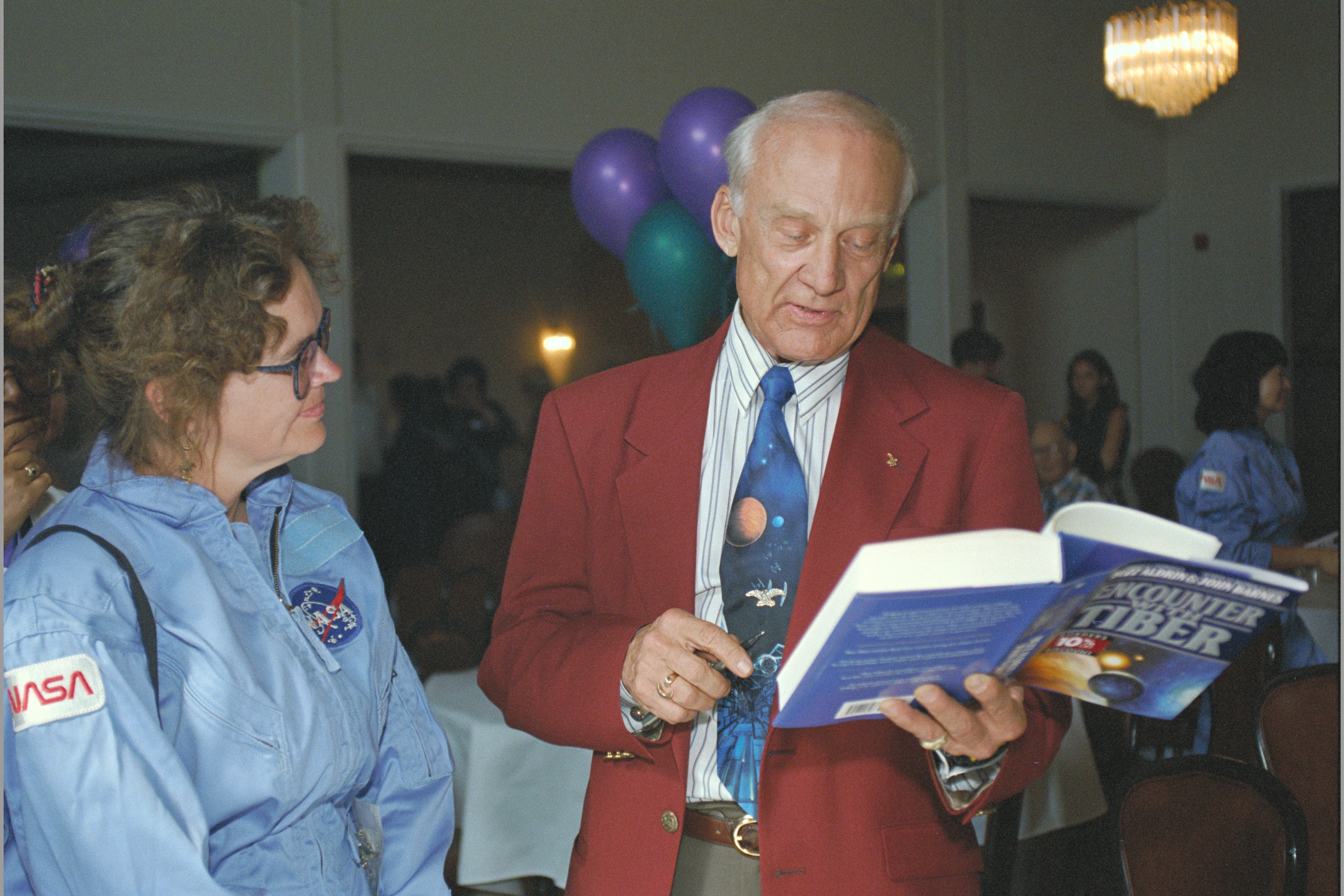
Aldrin dédicaçant un de ses livres en 1996.

Le père d'Aldrin meurt le 28 décembre 1974 des complications d'une crise cardiaque. Les deux principales autobiographies d'Aldrin, Return to Earth (1973) et Magnificent Desolation (2009), relatent ses problèmes de dépression et d'alcoolisme au cours des années qui ont suivi son départ de la NASA,,. Encouragé par un thérapeute à occuper un emploi régulier, Aldrin travaille dans la vente de voitures d'occasion, pour laquelle il estime n'avoir aucun talent. Les périodes d'hospitalisation et de sobriété alternent avec des épisodes de forte consommation d'alcool. Finalement, il est arrêté pour « conduite inappropriée (en) », puis en octobre 1978, il cesse définitivement de boire. Aldrin tente d'aider d'autres personnes ayant des problèmes d'alcool, notamment l'acteur William Holden. La petite amie de Holden, Stefanie Powers, avait interprété Marianne, une femme avec laquelle Aldrin avait une liaison, dans la version télévisée de Return to Earth (1976). Aldrin est attristé par la mort de Holden en 1981, mort liée à l'alcool.
Aldrin publie principalement cinq ouvrages, rédigés en collaboration et tous centrés sur l'aventure spatiale. Trois sont écrits sous l'angle autobiographique : Return to Earth (1973), Men From Earth (1989) et Magnificent Desolation (2009) et deux sont des romans de science-fiction, écrits avec John Barnes : Encounter with Tiber (1996) et The Return (2000).

##### Plaidoyer pour l'exploration spatiale et Mars
Après avoir quitté la NASA, Aldrin continue à plaider en faveur de la poursuite et du développement de l'exploration spatiale. En 1985, il rejoint la John D. Odegard School of Aerospace Sciences de l'université du Dakota du Nord (UND) à l'invitation de John D. Odegard, le doyen de l'école. Aldrin contribue à l'élaboration du programme d'études spatiales de l'UND et invite David C. Webb de la NASA à présider la première chaire universitaire de l'école. Pour promouvoir davantage l'exploration spatiale et commémorer le 40e anniversaire du premier alunissage, Aldrin s'associe à Snoop Dogg, Quincy Jones, Talib Kweli et Soulja Boy pour créer le single de rap et le clip vidéo Rocket Experience, afin de générer des fonds à ShareSpace, une fondation à but non lucratif créée par Aldrin.

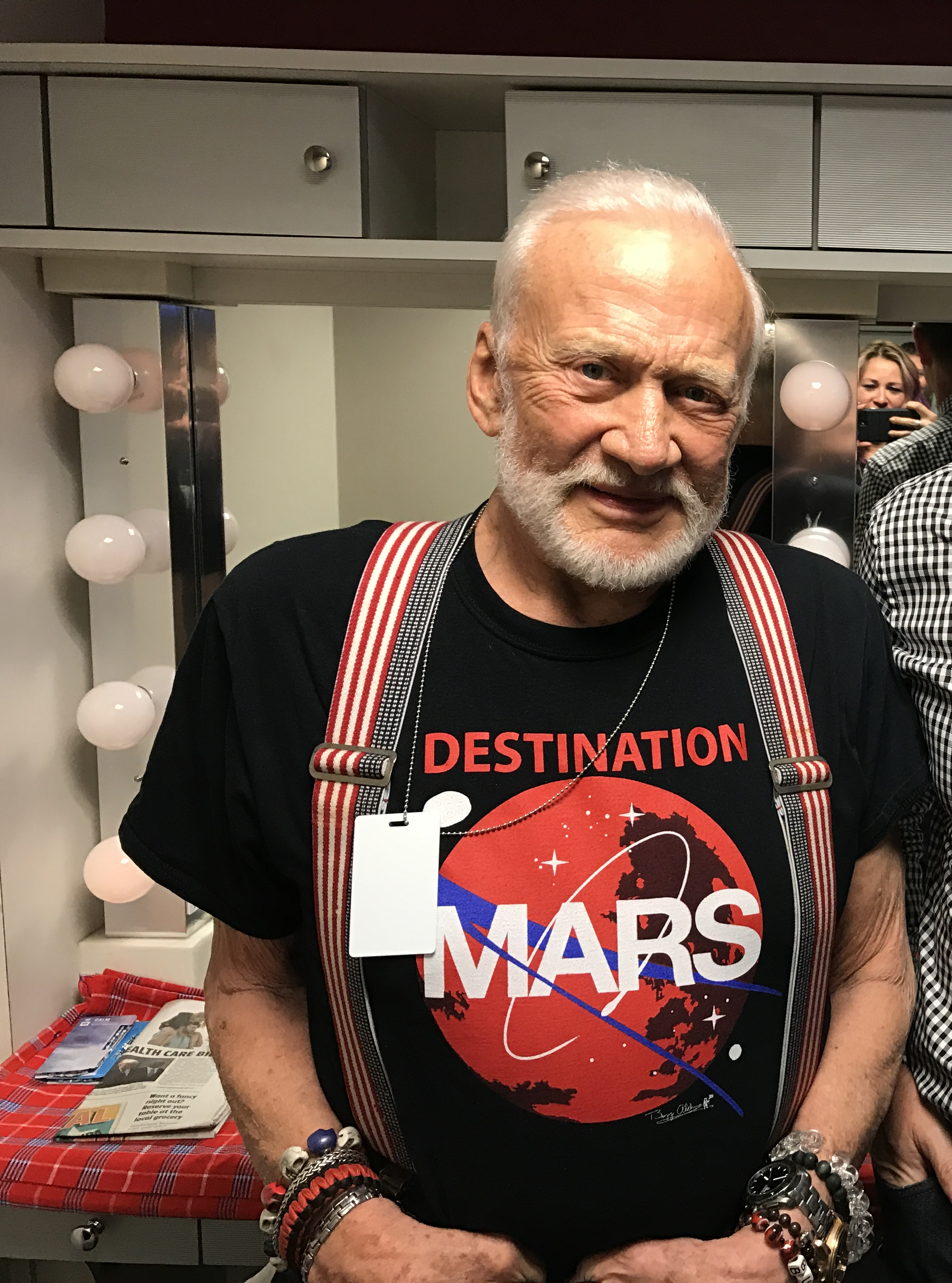
Buzz Aldrin en avril 2017 avec un tee-shirt détournant le logotype de la NASA.

En 1985, Aldrin propose une trajectoire particulière pour un vaisseau spatial qui rend le voyage spatial plus rapide en termes de temps et d'économie en énergie et elle est maintenant connue sous le nom de « Aldrin cycler ». Cette théorie, qui peut être répétée en cycles, est notamment pertinente pour Mars qui est la prochaine « frontière ». Il poursuit ses recherches sur ce concept avec des ingénieurs de l'université Purdue. En 1996, Aldrin fonde Starcraft Boosters, Inc. (SBI) pour concevoir des lanceurs réutilisables.
Membre de la National Space Society, il est aussi très actif sur les réseaux sociaux. En décembre 2003, Aldrin publie dans le New York Times un article d'opinion critiquant les objectifs de la NASA. Dans ce document, il s'inquiète du développement par la NASA de l'Orion, un engin spatial limité au transport de quatre astronautes à la fois, avec peu ou pas de capacité de transport de cargaison, et juge négativement le choix de renvoyer des astronautes sur la Lune car pour lui, c'est plus facile d'atteindre la gloire passée plutôt que de lutter pour de nouveaux triomphes.
Dans un article d'opinion publié dans le New York Times en juin 2013, Aldrin soutient une mission habitée vers Mars et considère la Lune non pas comme une destination, mais comme un point de départ, un chemin qui positionne l'humanité sur la trajectoire de Mars. En août 2015, en association avec l'Institut technologique de Floride, il présente un plan directeur à la NASA pour étude, dans lequel des astronautes chargés d'une mission de dix ans établissent une colonie sur Mars dans les années 2040.

##### Accrochage avec Bart Sibrel
Le 9 septembre 2002, Aldrin est pris à partie dans un hôtel de Beverly Hills par Bart Sibrel, un fervent partisan des théories conspirationnistes sur le programme Apollo. Ce dernier lui demande devant une équipe de tournage de jurer sur une Bible que les alunissages sur la Lune sont vrais. Aldrin lui demande de le laisser tranquille, mais Sibrel est particulièrement insistant et traite alors Aldrin de lâche et de menteur. Malgré ses 72 ans et la grande taille de Sibrel, Aldrin lui assène un direct à la mâchoire. Aucune plainte n'est retenue par la police de Beverly Hills après que l'enregistrement révèle qu'Aldrin a été injurié.

##### Discussions sur un supposé ovni
En 2005, alors qu'il est interviewé pour le documentaire First on the Moon: The Untold Story de la chaîne scientifique Science Channel, Aldrin déclare qu'il a vu un objet volant non identifié (ovni) mais qu'il s'agissait probablement de l'un des quatre grands panneaux adaptateurs situés entre le module de commande et le troisième étage de la fusée Saturn V, panneaux chargés de protéger le module lunaire Apollo et détachés du vaisseau spatial lors de l'injection trans-lunaire. Ces panneaux, largués avant la manœuvre de séparation, se trouvent sur la même trajectoire que le véhicule spatial jusqu'à la première correction à mi-parcours. Ce fait avait été également rapporté dans les mêmes termes par Neil Armstrong lors d'une interview pour la télévision française en 1979. Or, les documentaristes de Science Channel omettent les explications détaillées d'Aldrin et ne diffusent que la brève introduction relative à un ovni. Aldrin demande à Science Channel d'apporter une correction, mais sa demande est refusée. Ultérieurement, dans The Howard Stern Show le 15 août 2007, Aldrin dit que ses propos sur l'observation supposée d'un ovni ont été sortis de leur contexte et confirme qu'aucune observation jugée extraterrestre n'avait été observée et qu'il était sûr « à 99,9 % » que l'objet concerné était un panneau détaché.

##### Visite en Antarctique

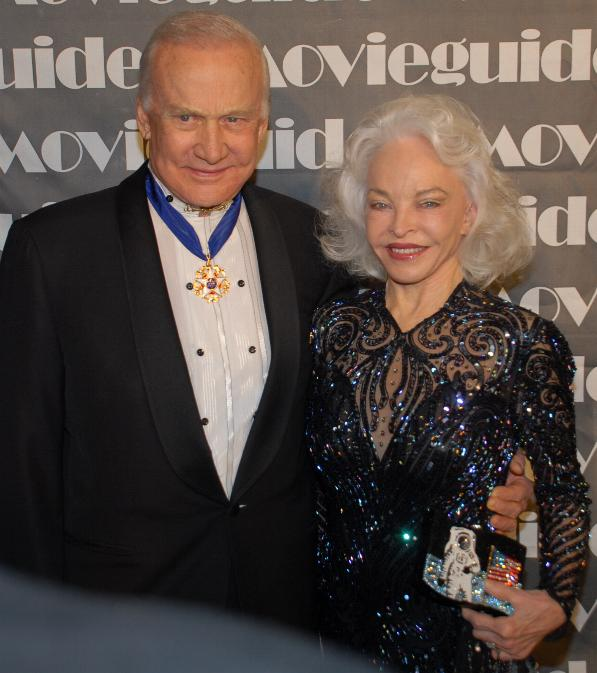
Aldrin avec sa femme Lois en février 2008. Il porte sa médaille présidentielle de la Liberté.

En décembre 2016, par l'intermédiaire d'une entreprise de tourisme privée, il fait partie d'un groupe de touristes qui visitent la base antarctique Amundsen-Scott. Âgé alors de 86 ans, il obtient ainsi le record de la personne la plus âgée à avoir atteint le pôle Sud. Mais en raison de sa santé fragile et des rudes conditions locales, il doit être évacué vers la base antarctique McMurdo sur l'île de Ross, puis vers Christchurch en Nouvelle-Zélande, . Il s'était rendu au pôle Nord en 1998.

### Vie privée et apparitions publiques

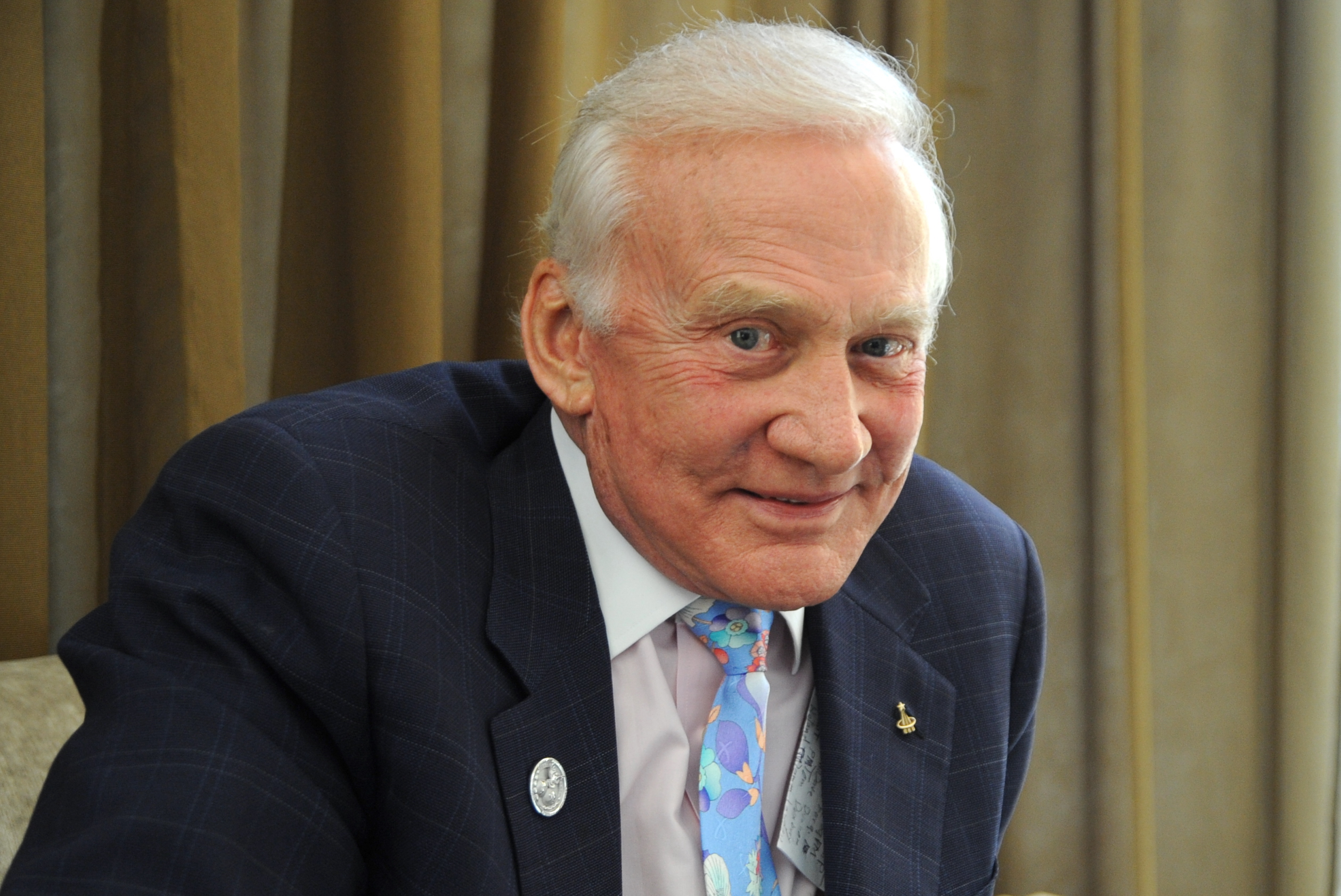
Buzz Aldrin, le 23 avril 2009 à Paris.

Aldrin s'est marié quatre fois. Son premier mariage a lieu le 29 décembre 1954 avec Joan Ann Archer, une ancienne élève de l'université Rutgers et de l'université Columbia. Ils ont trois enfants, James, Janice et Andrew. Ils demandent le divorce en 1974,. Son deuxième mariage est celui avec Beverly Van Zile, qu'il épouse le 31 décembre 1975 et divorce en 1978. Il épouse ensuite Lois Driggs Cannon le 14 février 1988. Leur divorce est officialisé en décembre 2012. La presse s'est déjà fait écho, en 2018, d'une procédure judiciaire entre Aldrin et deux de ses enfants et son ancienne représentante, réglée après quelques mois. Le 20 janvier 2023, jour de son 93e anniversaire, Aldrin annonce avoir épousé « son amour de longue date », Anca Faur, 30 ans plus jeune que lui.
Il a résidé principalement dans la région de Los Angeles, comme Beverly Hills, Laguna Beach, Emerald Bay ou encore Westwood,. En 2018, il vit à Satellite Beach en Floride.
En 1988, il a légalement changé son nom en Buzz Aldrin. Lors de ses apparitions publiques, il est réputé pour ses tenues excentriques et patriotiques.
Aldrin est un partisan actif du Parti républicain. Il organise des collectes de fonds pour ses membres du Congrès et soutient ses candidats. Il a par exemple participé à un rassemblement pour George W. Bush en 2004 et a fait campagne pour Nick Lampson au Texas en 2006, Paul Rancatore en Floride en 2008, Mark Treadwell en Alaska en 2014 et Dan Crenshaw au Texas en 2018. Il est apparu au discours sur l'état de l'Union en 2019 en tant qu'invité du président Donald Trump. Avec l'équipage d'Apollo 11, il est régulièrement invité officiellement pour des commémorations.

Commémorations de la mission Apollo 11
15e anniversaire avec Ronald Reagan (20 juillet 1984).
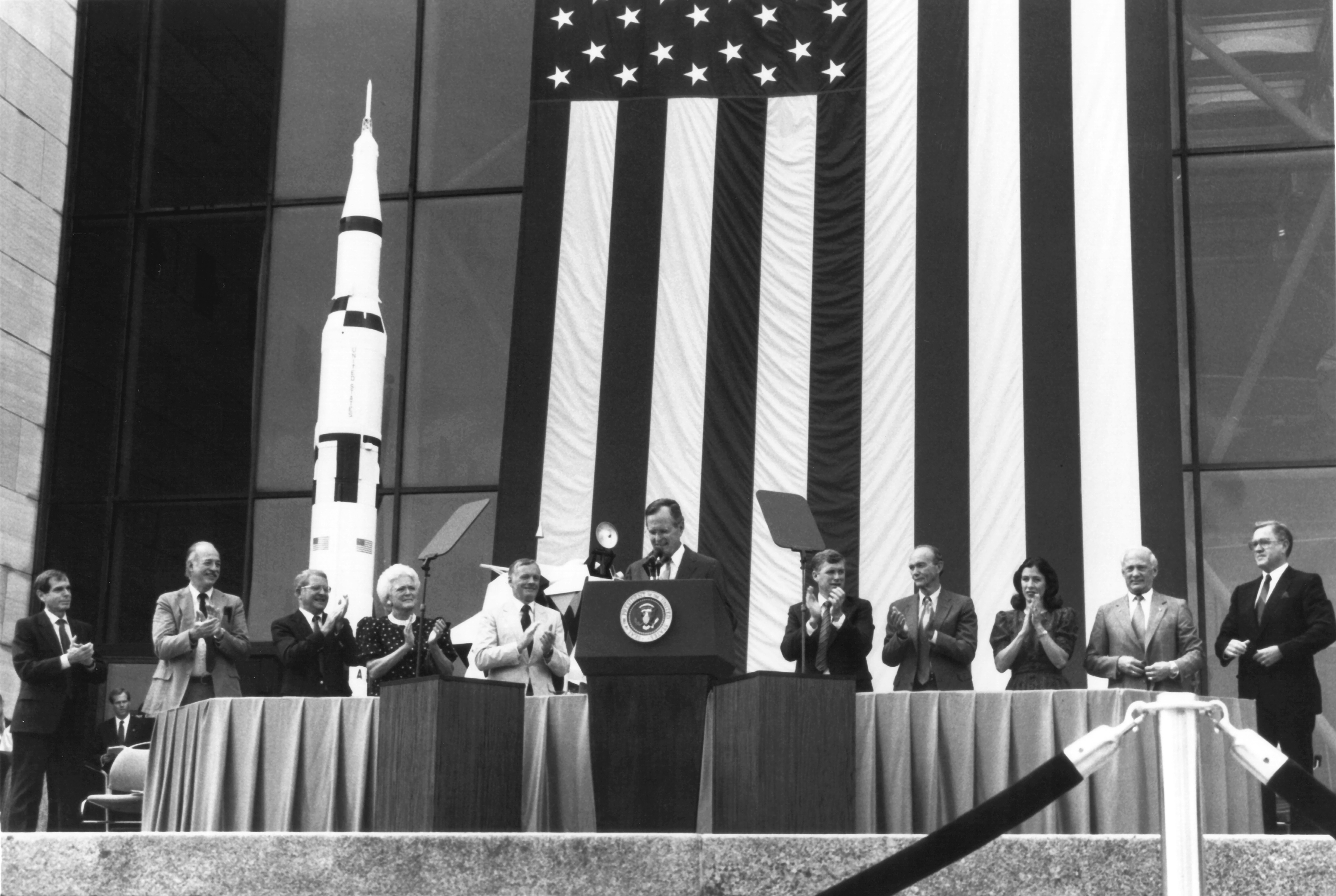
20e anniversaire avec George H. W. Bush (20 juillet 1989).
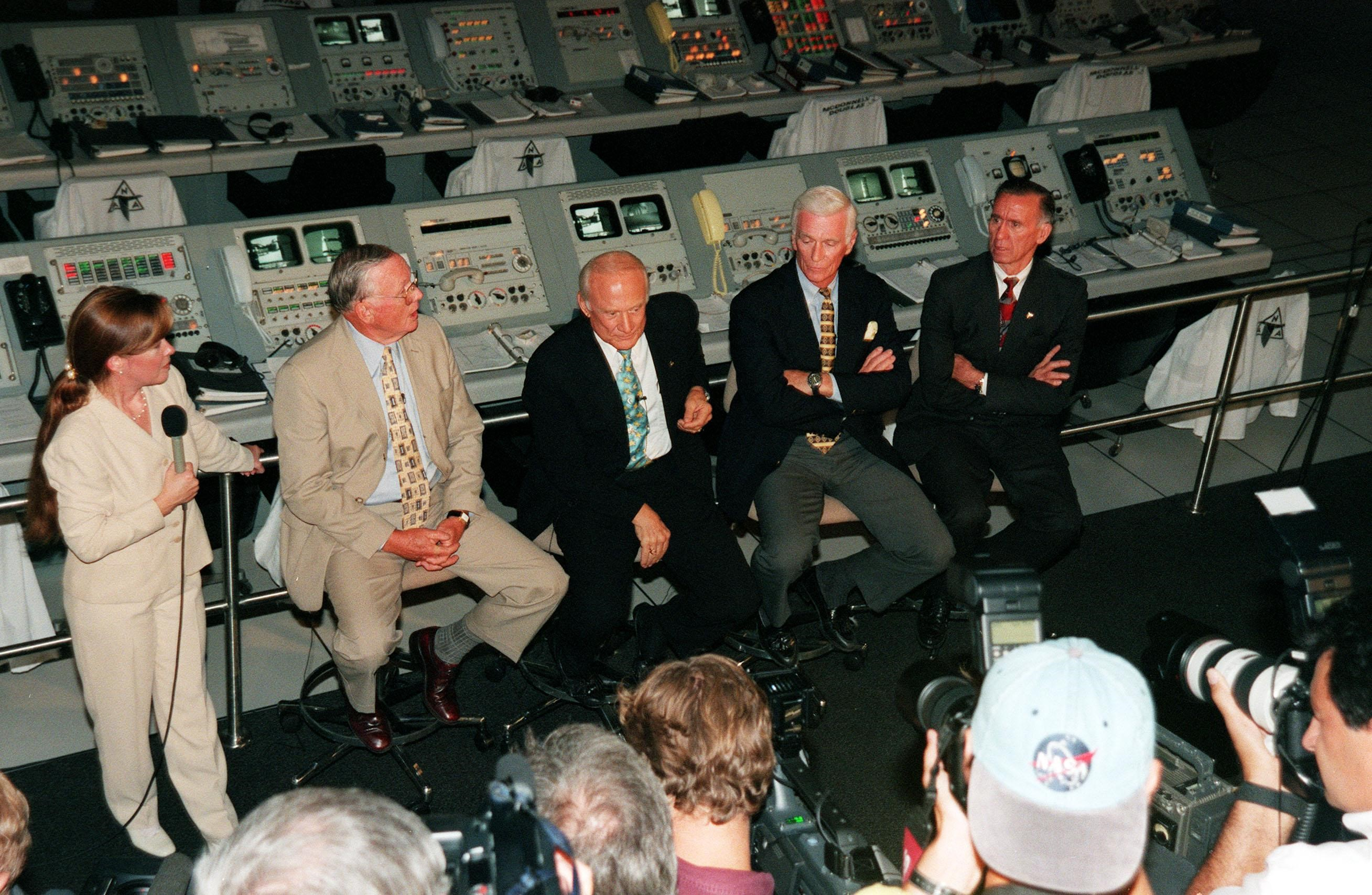
30e anniversaire au Centre spatial Kennedy (16 juillet 1999).
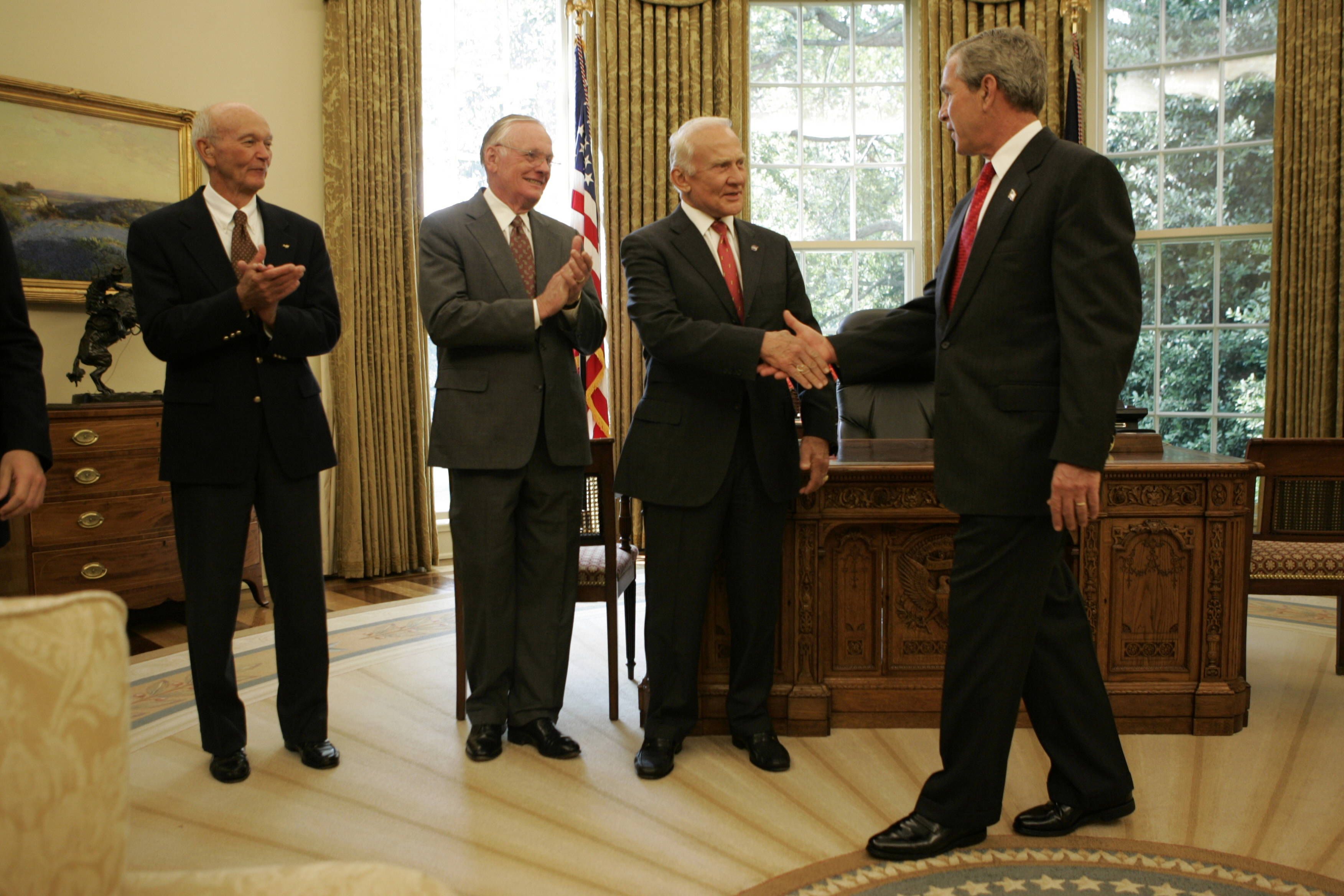
35e anniversaire avec George W. Bush (21 juillet 2004).
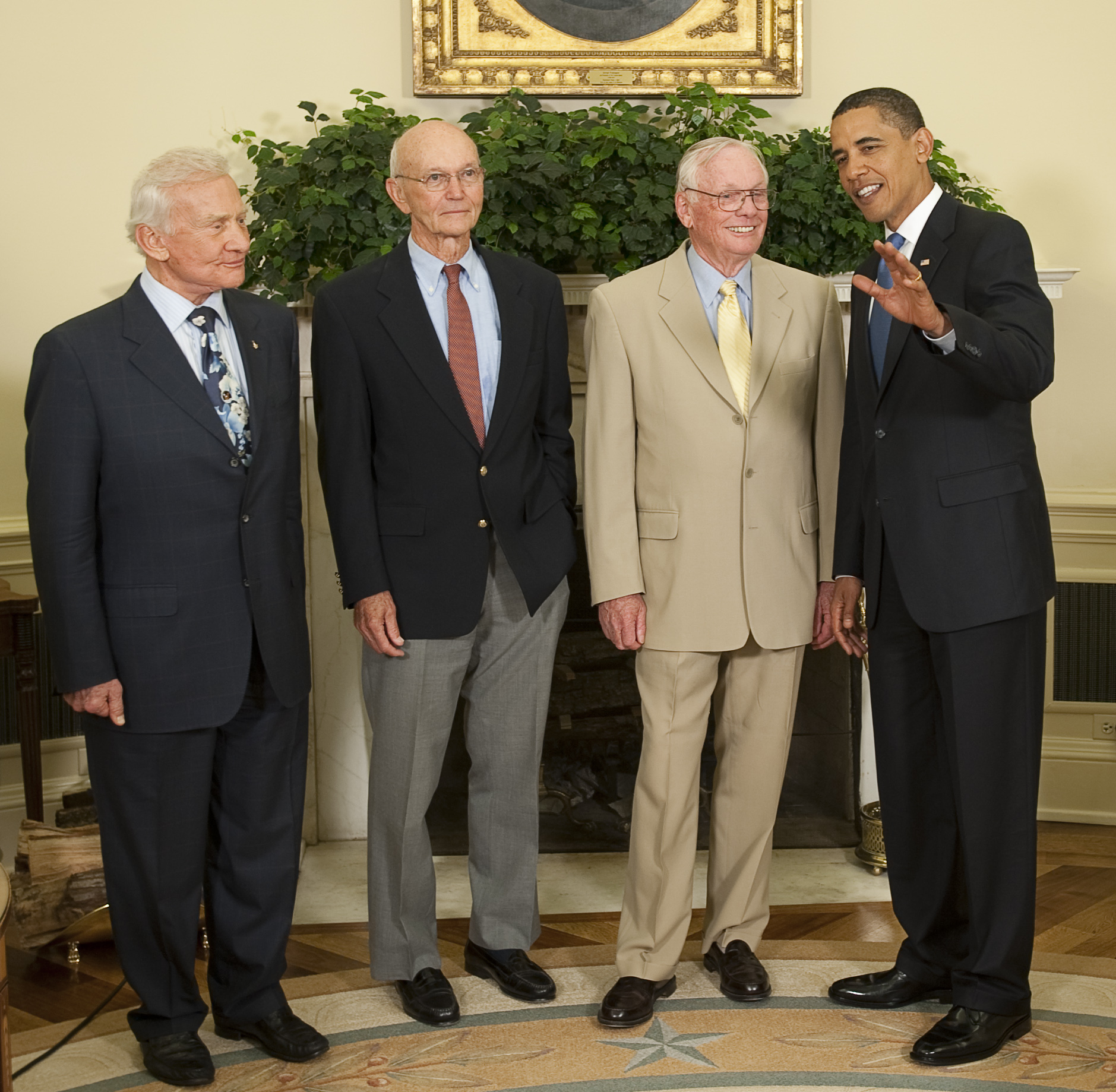
40e anniversaire avec Barack Obama (20 juillet 2009).
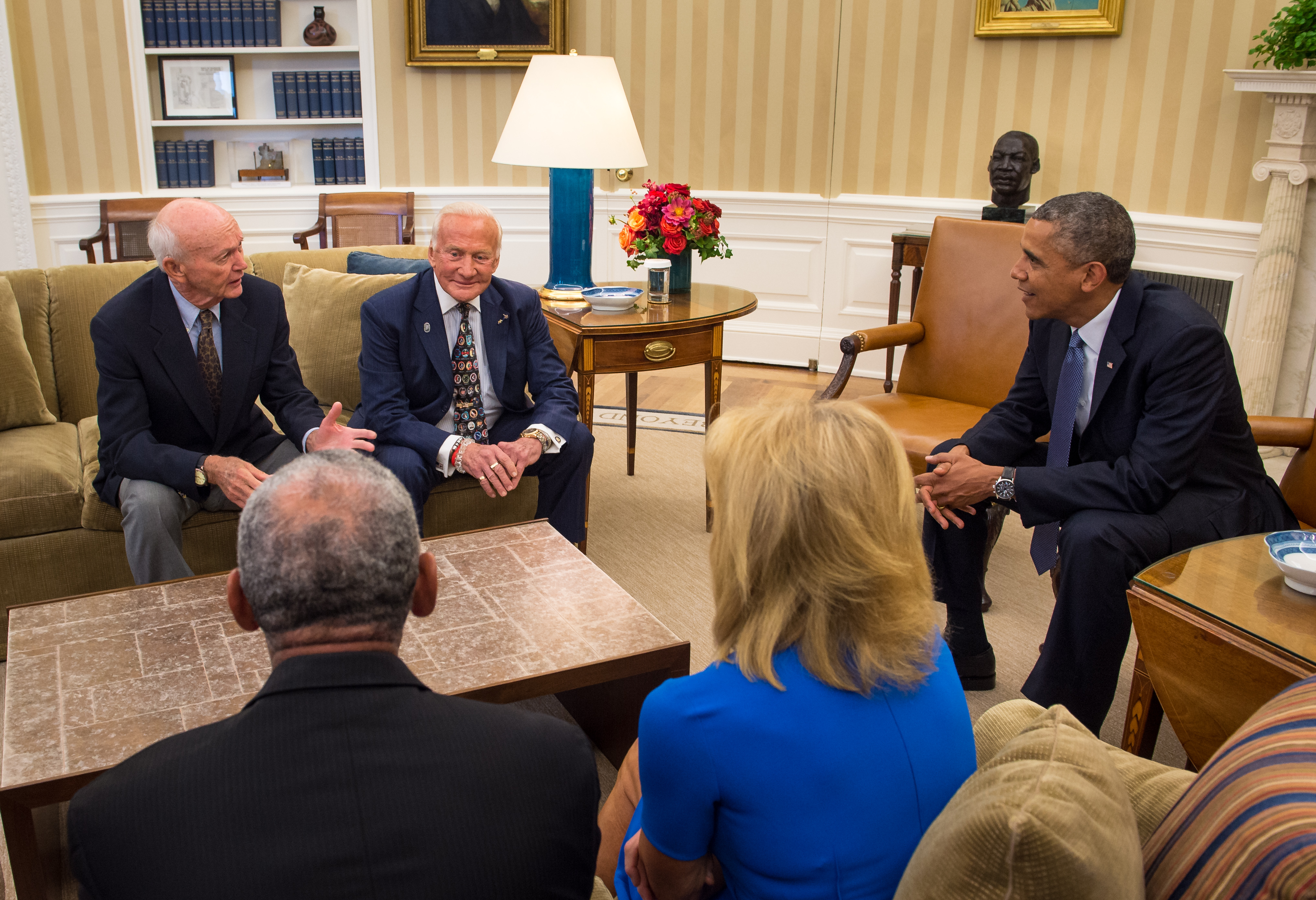
45e anniversaire — désormais sans Armstrong — avec Barack Obama (22 juillet 2014).
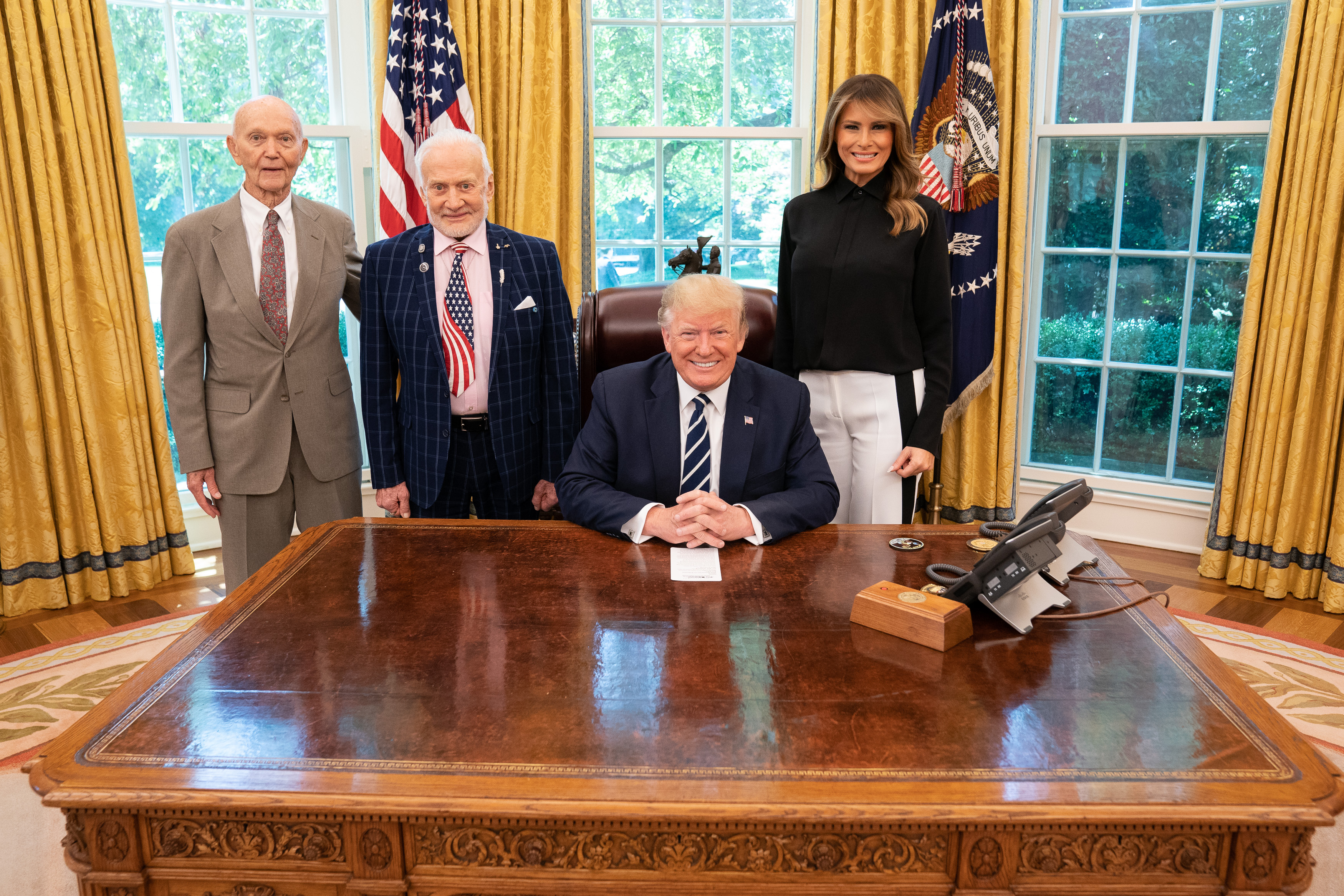
50e anniversaire avec Donald Trump (19 juillet 2019).

## Distinctions, hommages et postérité

### Distinctions et hommages

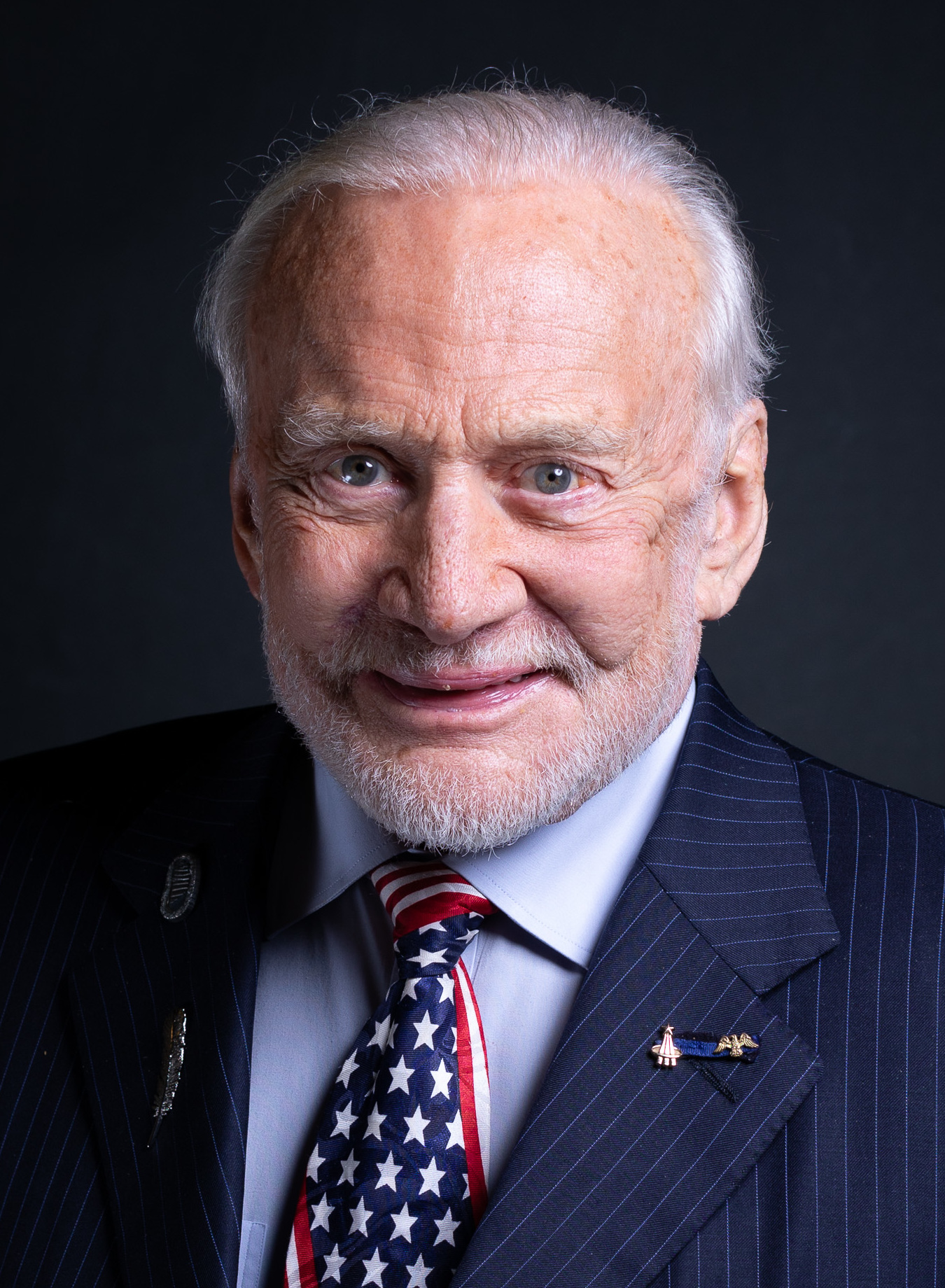
Buzz Aldrin en 2019.

Aldrin reçoit l'Air Force Distinguished Service Medal en 1969 pour son rôle de pilote du module lunaire sur Apollo 11. En 1972, des feuilles de chêne y sont ajoutées au lieu d'une seconde médaille pour son rôle dans la guerre de Corée et dans le programme spatial des États-Unis, ainsi que de la Legion of Merit pour ses rôles dans les programmes Gemini et Apollo. Lors d'une cérémonie marquant la fin du programme Gemini en 1966, Aldrin reçoit la médaille du service exceptionnel de la NASA décernée par le président des États-Unis Lyndon B. Johnson. Il est récipiendaire de la médaille du service distingué de la NASA en 1970 pour la mission Apollo 11. Aldrin est l'un des dix astronautes Gemini intronisés à l'International Space Hall of Fame du musée de l'histoire spatiale du Nouveau-Mexique en 1982,. Il est également intronisé au United States Astronaut Hall of Fame du Centre spatial Kennedy en 1993,, au National Aviation Hall of Fame en 2000 et au New Jersey Hall of Fame en 2008.
En 1999, alors qu'il célèbre le 30e anniversaire de l'alunissage, le vice-président des États-Unis Al Gore, également vice-chancelier du conseil de supervision de la Smithsonian Institution, remet à l'équipage d'Apollo 11 la médaille d'or Langley pour l'aviation de la Smithsonian Institution. Après la cérémonie, l'équipage se rend à la Maison-Blanche et présente au président Bill Clinton un rocher lunaire dans un présentoir,. L'équipage d'Apollo 11 reçoit la médaille d'or du Congrès (New Frontier) dans la rotonde du Capitole des États-Unis en 2011. Lors de la cérémonie, l'administrateur de la NASA, Charles F. Bolden, déclare : « Ceux d'entre nous qui ont eu le privilège de voler dans l'espace ont suivi la piste qu'ils ont tracée. »
L'équipage d'Apollo 11 est distingué du trophée Collier en 1969. Le président de la National Aeronautic Association (NAA) remet un trophée en double à Collins et Aldrin lors d'une cérémonie. L'équipage reçoit le trophée de l'espace du général Thomas D. White en 1969. Le National Space Club désigne l'équipage vainqueur du trophée commémoratif du Dr Robert H. Goddard pour les réalisations spatiales de 1970, décerné chaque année pour la plus grande réussite dans le domaine des vols spatiaux. Les astronautes d'Apollo 11 reçoivent le trophée Harmon pour les aviateurs en 1970,, conférés par le vice-président des États-Unis Spiro Agnew en 1971. Agnew leur présente également la médaille Hubbard de la National Geographic Society (NGS) en 1970 en disant : « Vous avez gagné une place aux côtés de Christophe Colomb dans l'histoire américaine. » En 1970, l'équipage d'Apollo 11 est co-lauréat du prix Iven C. Kincheloe de la Society of Experimental Test Pilots (SETP) avec Darryl Greenamyer, qui a battu le record du monde de vitesse des avions à moteurs à pistons. Pour leurs contributions à l'industrie télévisuelle, ils sont aussi honorés par une plaque ronde sur le Hollywood Walk of Fame.
En 2001, le président des États-Unis George W. Bush nomme Aldrin à la Commission sur l'avenir de l'industrie aérospatiale des États-Unis (en), aux côtés notamment de l'astrophysicien Neil deGrasse Tyson et du directeur de Lockheed Martin Robert J. Stevens. Aldrin reçoit le prix humanitaire 2003 de Variety, the Children's Charity (en), qui, selon l'organisation, est attribué à une personne qui a démontré une compréhension, une empathie et un dévouement inhabituels pour l'humanité. En 2006, la Space Foundation lui attribue sa plus haute distinction, le General James E. Hill Lifetime Space Achievement Award.
Aldrin reçoit des diplômes honorifiques de six collèges et universités et est nommé chancelier de l'International Space University (ISU) en 2015. Il est membre du conseil des gouverneurs de la National Space Society (NSS) et en assure la présidence. En 2016, la Montclair High School, où il a étudié, est renommée Buzz Aldrin Middle School. Le cratère Aldrin sur la Lune près du site de l'alunissage d'Apollo 11 et l'astéroïde (6470) Aldrin sont nommés en son honneur.

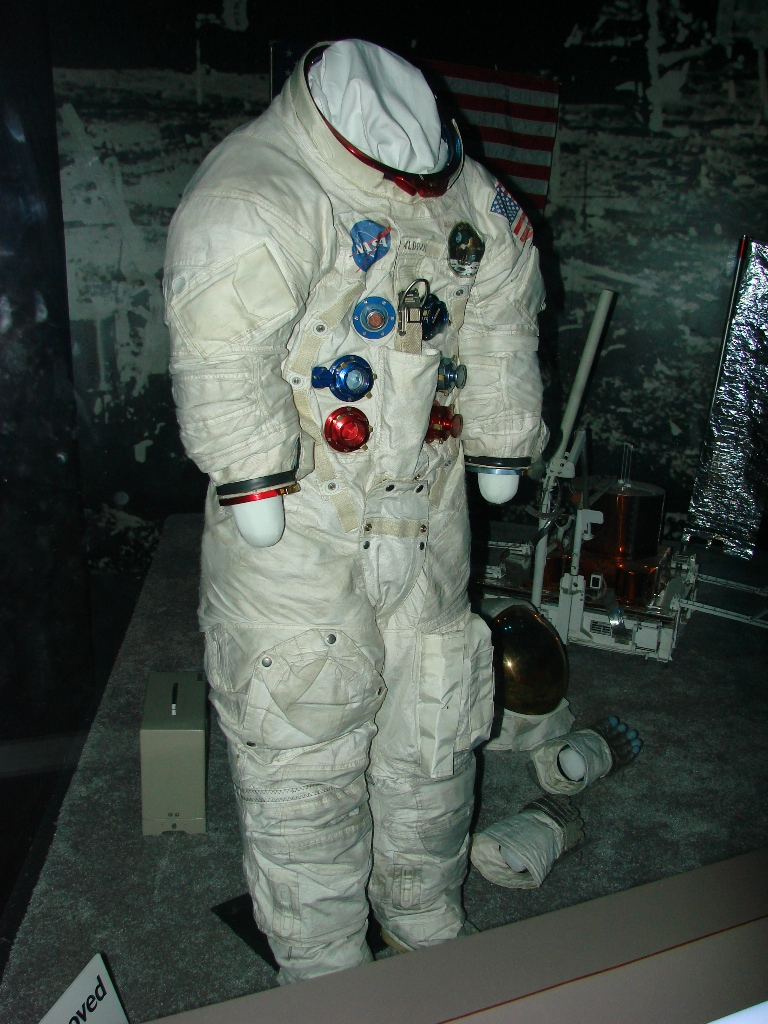
Combinaison spatiale A7L d'Aldrin exposée au National Air and Space Museum (NASM).
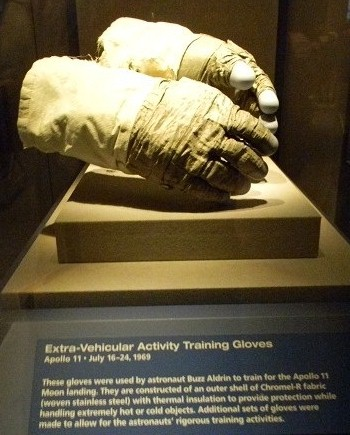
Les gants d'entrainement aux sorties extravéhiculaires d'Aldrin pour la mission Apollo 11, exposés au centre spatial Kennedy.
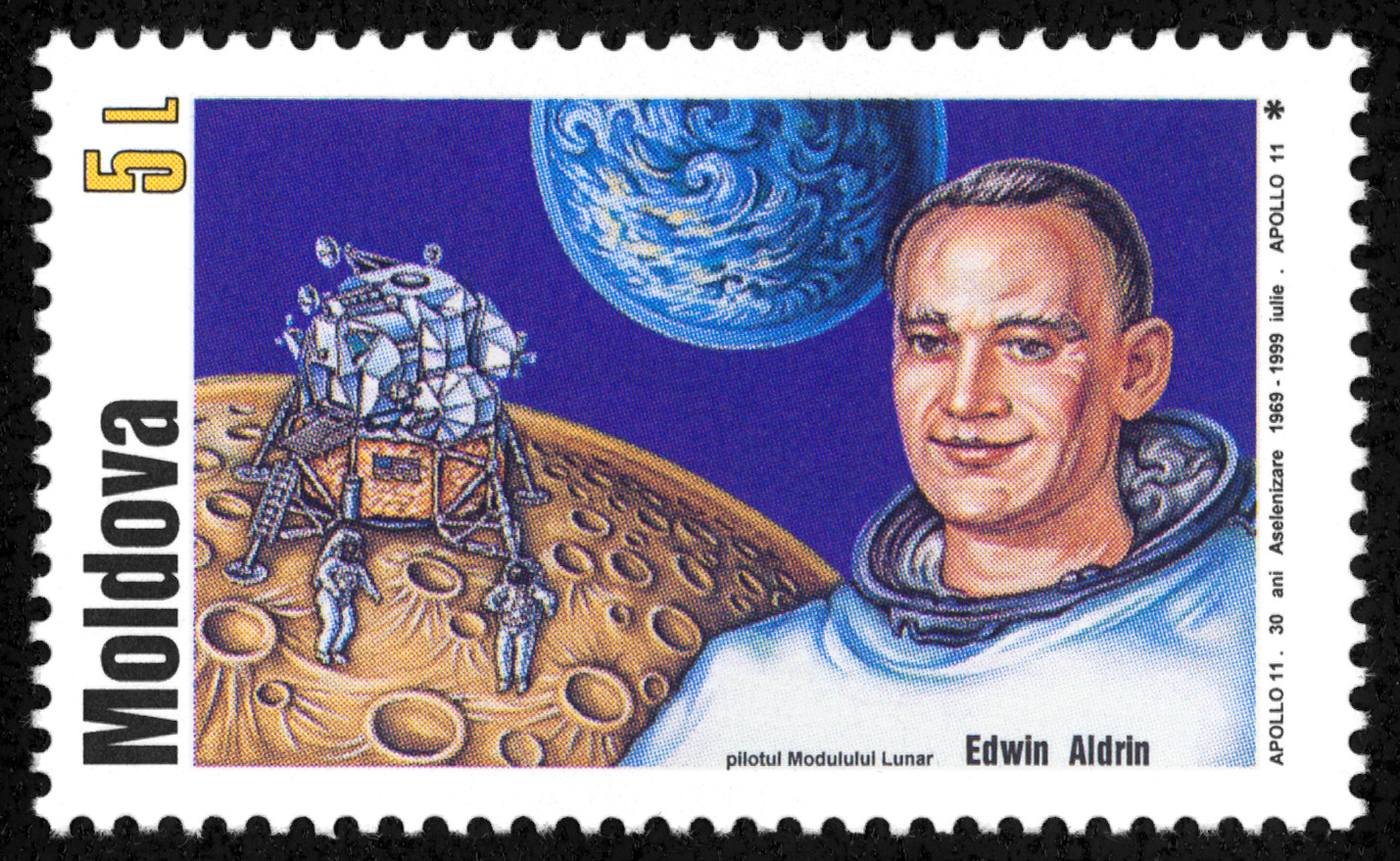
Timbre moldave commémorant le 30e anniversaire du débarquement d'Apollo 11.
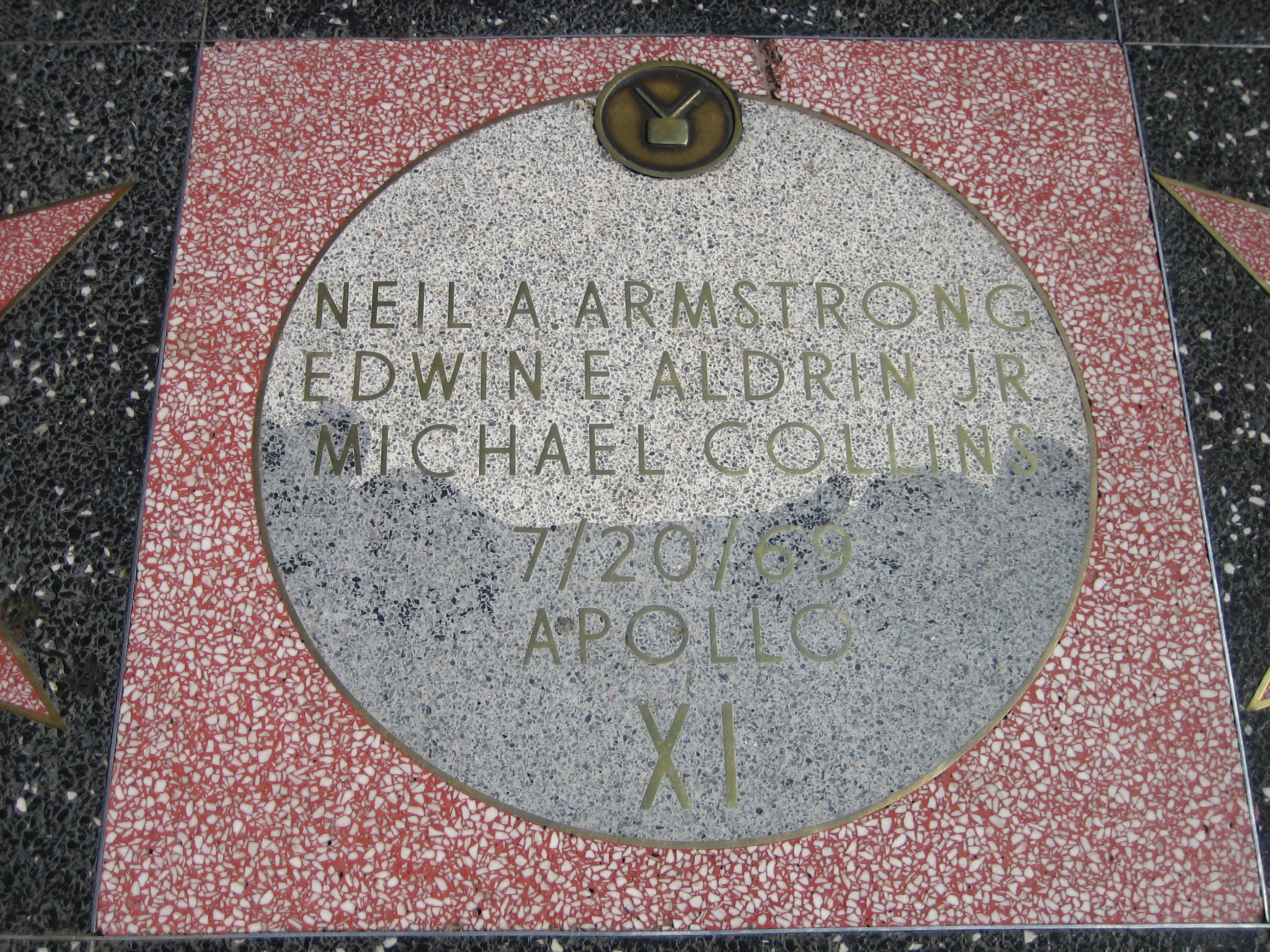
Plaque ronde sur le Hollywood Walk of Fame.
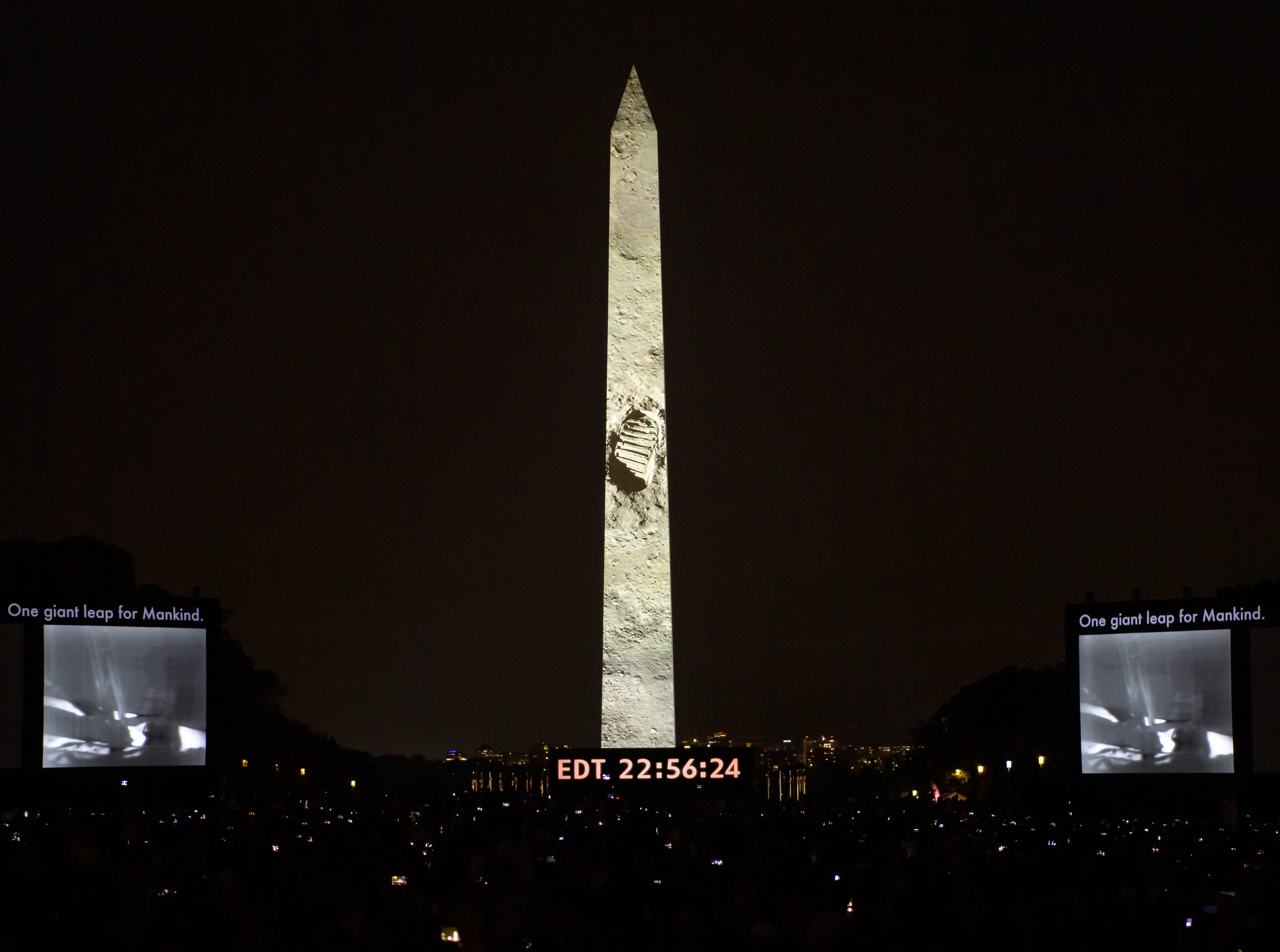
Empreinte de pas d'Aldrin projetée sur le Washington Monument dans le cadre du cinquantenaire d'Apollo 11.

### Postérité

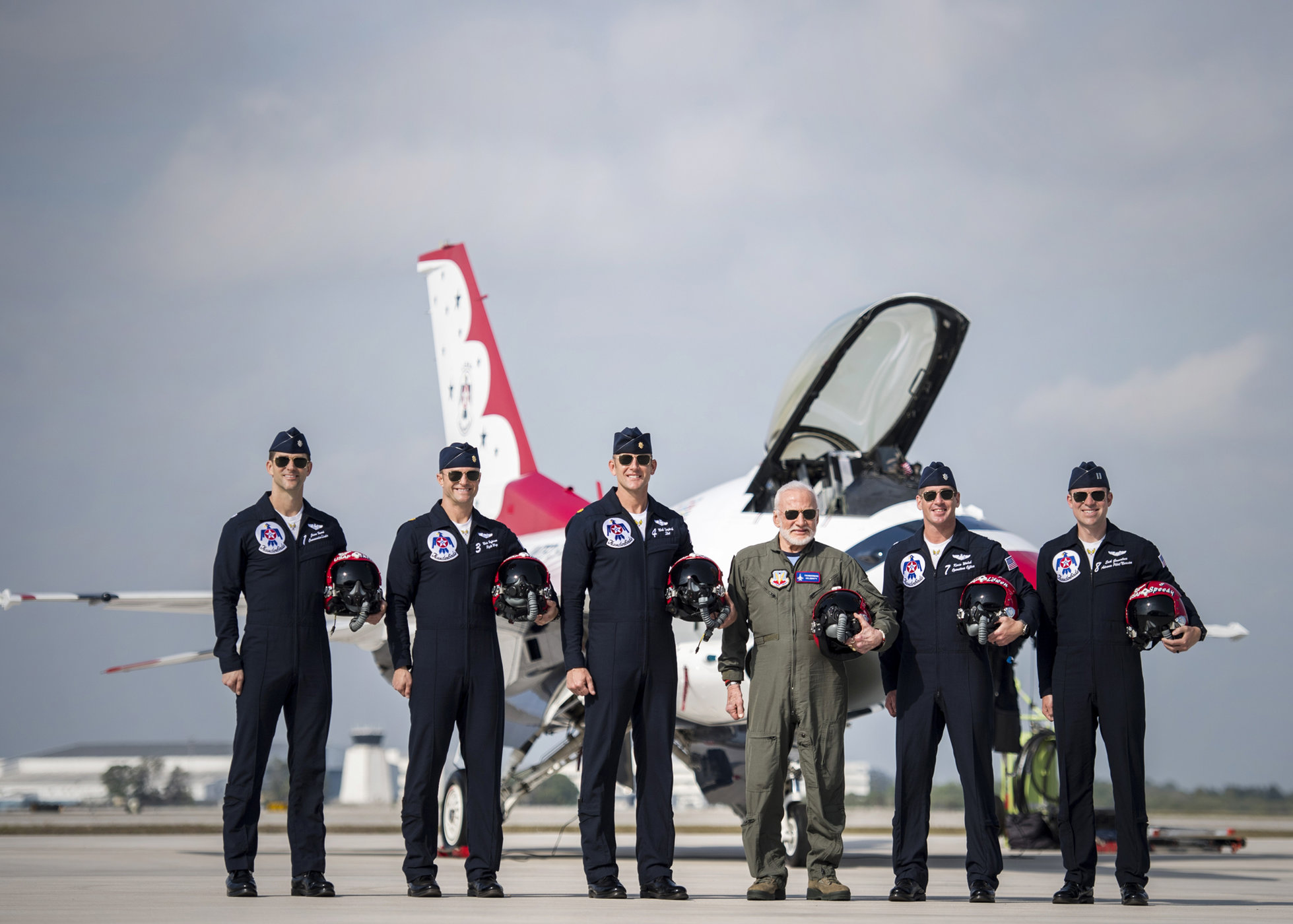
La patrouille acrobatique de l'armée de l'air américaine, les Thunderbirds, posant avec Aldrin le 2 avril 2017. Aldrin est à l'époque la personne la plus âgée à voler avec les Thunderbirds.

Buzz Aldrin est apparu et a joué dans de nombreux documentaires, séries, téléfilms et films en raison de sa notoriété de deuxième marcheur lunaire. L'une de ses premières apparitions est dans L'Enfant bulle (1976) et, l'une des plus notables, dans Transformers 3 : La Face cachée de la Lune (2011). En 1994, il prête sa voix dans l'épisode Homer dans l'espace de la série d'animation Les Simpson, en 1997 dans Space Ghost Coast to Coast (épisodes Brilliant Number One et Brilliant Number Two), en 1999 dans La Cour de récré (épisode Space Cadet), en 2011 dans Futurama (épisode Cold Warriors) et dans Miles dans l'espace (dans un épisode, 2017).
Il apparaît dans les séries Da Ali G Show (2003), Numbers (épisode Toujours plus haut, 2006), 30 Rock (épisode The Moms, 2010), The Big Bang Theory (épisode The Holographic Excitation, 2012) ou encore Jorden runt på 6 steg (en) (épisode 3, 2015). Il est présent dans les documentaires Moonwalk One (1972) et In the Shadow of the Moon (2007), le manga Space Brothers (2012) ou encore prête sa voix dans le film Fly Me to the Moon (2008) et le jeu-vidéo Mass Effect 3 (2012). Aldrin est aussi consultant sur le jeu vidéo Buzz Aldrin's Race Into Space (1993).
En 2010, il participe à la 10e saison de l'émission Dancing with the Stars, en 2016 comme invité à The Late Show with Stephen Colbert et en 2017 de nouveau comme invité à Hell's Kitchen.
Aldrin est interprété par Cliff Robertson dans Return to Earth (1976) — aidant l'acteur dans sa préparation —, Larry Williams dans Apollo 13 (1995), Xander Berkeley dans Apollo 11 (1996) — il est également conseiller technique pour ce film —, Bryan Cranston dans la mini-série De la Terre à la Lune (1998) et Magnificent Desolation: Walking on the Moon 3D (2005), James Marsters dans Mission Apollo 11, les premiers pas sur la Lune (2009), Cory Tucker dans Transformers 3 : La Face cachée de la Lune (2011) et Corey Stoll dans First Man : Le Premier Homme sur la Lune (2018). Il est interprété par Felix Scott dans l'épisode 7 de la saison 3 de The Crown et par Chris Agos dans la première saison de la série télévisée For All Mankind.
Enfin, Buzz l'Éclair est le nom utilisé pour l'un des protagonistes des longs-métrages d'animation en images de synthèse des studios Pixar Toy Story, puis dans ses suites Toy Story 2, Toy Story 3 et Toy Story 4 qui forment la série de films Toy Story et ses dérivés (le film Buzz l'Éclair, le film : Le Début des aventures et la série animée télévisée Les Aventures de Buzz l'Éclair). Ce nom est directement inspiré de Buzz Aldrin,. Dans la bande dessinée De cape et de crocs, scénarisée par Alain Ayroles et dessinée par Jean-Luc Masbou, les trois Cadets de la Lune se nomment Colin, Aldrin et Fort-à-Bras, faisant référence aux trois astronautes d'Apollo 11. Aldrin y est dit « de Redondie », venant d'une région de la Lune où les habitants s'expriment systématiquement en termes redondants.
Il est également un des personnages récurrent de la bande dessinée de vulgarisation scientifique de l'illustratrice Marion Montaigne, Dans la combi de Thomas Pesquet qui relate la sélection, formation et l'entrainement intensif des astronautes européens à partir de 2009. Il y est décrit avec humour comme un ancien astronaute excentrique prodiguant des conseils aux aspirants que sont Thomas Pesquet et Luca Parmitano.

## Ouvrages

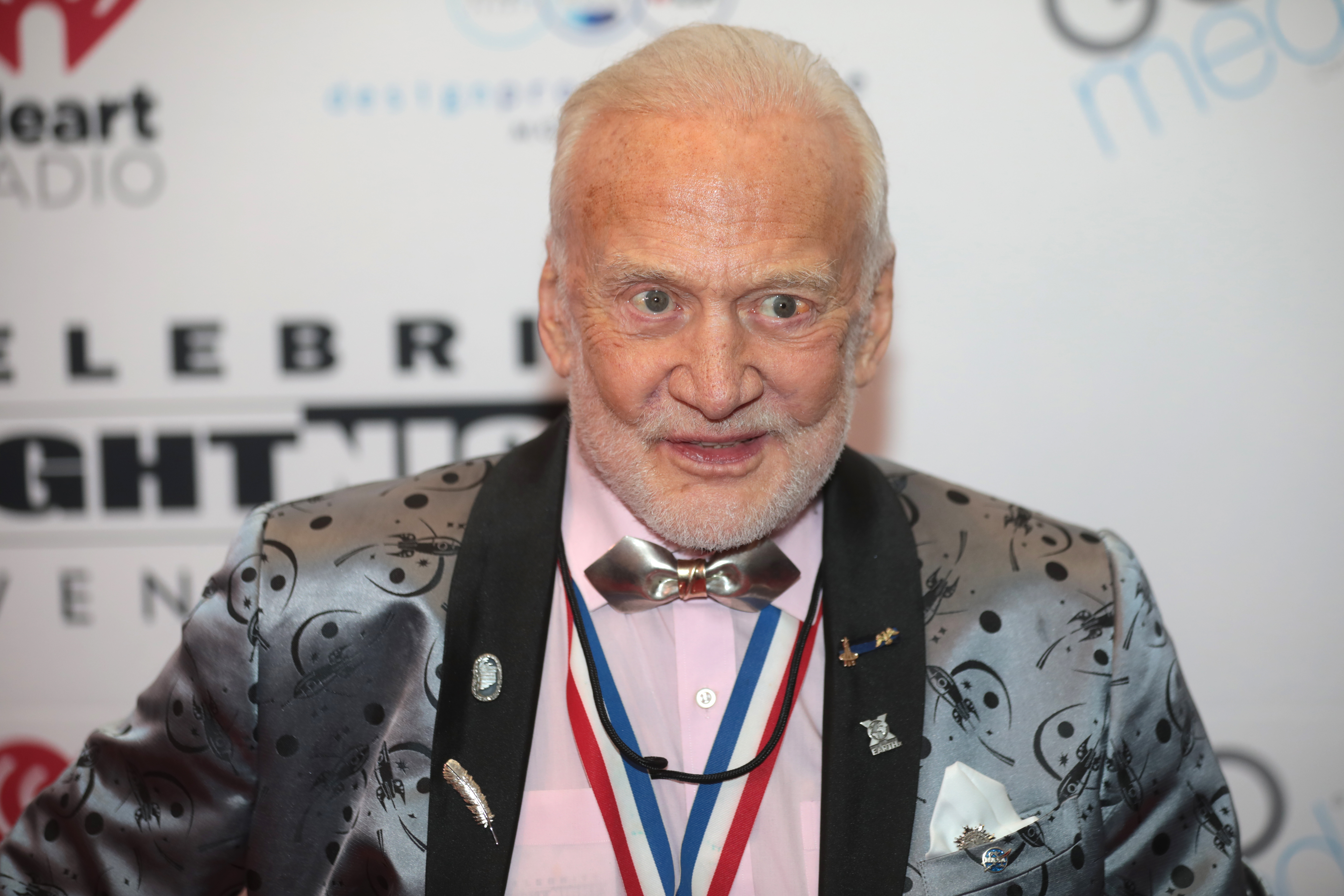
Buzz Aldrin lors d'un événement en mars 2019.

- (en) Edwin E. Aldrin, Jr., « Footsteps on the Moon », Edison Electric Institute Bulletin, vol. 38, no 7,‎ 1970, p. 266–272 (lire en ligne).
- (en) Neil Armstrong, Michael Collins, Edwin E. Aldrin, Gene Farmer et Dora Jane Hamblin, First on the Moon : A Voyage with Neil Armstrong, Michael Collins, Edwin E. Aldrin Jr., Boston, Brown Little, 1970 (ISBN 978-0-316-05160-6).
- (en) Buzz Aldrin et Wayne Warga, Return to Earth, New York, Random House, 1973 (ISBN 978-1-5040-2644-4).
- (en) Buzz Aldrin et Malcolm McConnell, Men from Earth, New York, Bantam Books, 1989 (ISBN 978-0-553-05374-6).
- (en) Buzz Aldrin et John Barnes, Encounter with Tiber, Londres, Hodder & Stoughton, 1996 (ISBN 978-0-340-62450-0).
- (en) Buzz Aldrin et John Barnes, The Return, New York, Forge, 2000 (ISBN 978-0-312-87424-7).
- (en) Buzz Aldrin et Wendell Minor, Reaching for the Moon, New York, Harper Collins Publishers, 2005 (ISBN 978-0-06-055445-3).
- (en) Buzz Aldrin et Ken Abraham, Magnificent Desolation : The Long Journey Home from the Moon, New York, Harmony Books, 2009 (ISBN 978-0-307-46345-6).
- (en) Buzz Aldrin et Wendell Minor, Look to the Stars, Camberwell, Puffin Books, 2009 (ISBN 978-0-14-350380-4).
- (en) Buzz Aldrin et Leonard David, Mission to Mars : My Vision for Space Exploration, Washington, National Geographic Books, 2013 (ISBN 978-1-4262-1017-4).
- (en) Buzz Aldrin et Marianne Dyson, Welcome to Mars : Making a Home on the Red Planet, Washington, National Geographic Children's Books, 2015 (ISBN 978-1-4263-2206-8).
- (en) Buzz Aldrin et Ken Abraham, No Dream Is Too High : Life Lessons From a Man Who Walked on the Moon, Washington, National Geographic Books, 2016 (ISBN 978-1-4262-1650-3).